# Bacino Termale Euganeo
Il Bacino Termale Euganeo (BTE) è una delle aree termali più note dell'Italia settentrionale e con i suoi circa 100 stabilimenti di cura dotati di oltre 200 piscine rappresenta una delle più grandi stazioni termali d’Europa. Il campo termale si estende nella parte centrale del Veneto lungo una fascia pedecollinare localizzata ad oriente dei Colli Euganei e a sud-ovest di Padova. L’area coperta è di circa 25 km² e interessa principalmente i comuni di Abano Terme, Montegrotto Terme e Galzignano Terme nella parte settentrionale, il comune di Battaglia Terme, nella porzione meridionale.
Le sorgenti termali dell'area Euganea, note già in epoca romana, erogavano naturalmente e venivano usate per scopi terapeutici. Il primo pozzo fu perforato nella zona nel 1873 (profondità 107 m) in località Battaglia Terme per aumentare la disponibilità di fluidi termali. I primi pozzi generalmente si spingevano a pochi metri nel sottosuolo e, per soddisfare le richieste crescenti dell'industria termo-alberghiera, sono stati perforati ad oggi circa 600 pozzi nella zona mineraria Euganea con un forte incremento nelle decadi 1960-1970.
Attualmente il BTE è suddiviso in circa 140 concessioni minerarie per l'utilizzo della risorsa termale di cui il 54% ad Abano Terme, il 29% a Montegrotto Terme, il 7% a Battaglia Terme, il 5% a Galzignano Terme e il restante 5% nei comuni limitrofi.  La risorsa termale euganea è di competenza della Regione del Veneto. Nel 2017 i pozzi attivi nell’area termale erano circa 150, dai quali venivano estratti circa 15 M m³/anno di acqua termale, con una temperatura che raggiunge anche gli 87 °C. Le acque estratte vengono utilizzate principalmente per scopi terapeutici e balneologici, per il riscaldamento delle strutture termo-alberghiere e talvolta trovano impiego in floricultura (area di Galzignano Terme).

## Introduzione
AGLI ILLUSTRISSIMI E PRESTANTISSIMI SENATORI
PIERO BARBARIGO, FRANCESCO MOROSINI 2 KR PROC., GIROLAMO ASCANIO GIUSTINIAN KR
Riformatori dello studio di PADOVA
"TRA I MOLTI NATURALI PRODOTTI DE' QUALI E' UBERTOSO IL VENETO DOMINIO NON QUANTITA' PER NUMERO E PER ECCELLENZA LE SORGENTI SALUBRI DELL'ACQUE MINERALI DI VARIA INDOLE E DI SOMIGLIANTE ANCORA A QUELLE CHE CON SOMMO DISPENDIO RECATE CI SONO DAGLI ESTERI STATI, E CHE QUANTUNQUE NON ADULTERATE E BEN CUSTODITE SIANO, NONDIMENO, COME OGNI ALTRA MATERIA DI COMMERCIO, RESTANDO INVENDUTE DA UN ANNO ALL'ALTRO, SI GUASTANO, DIVENTANO INETTE AGLI USI MEDICI, E PREGIUDIZIALI PER CONSEGUENZA ALLA SALUTE ED ALLA ECONOMIA.......
AL CORTESE LEGGITORE
E’ così universale il costume di dare caratteri d’importanza alle cose le più triviali e comuni che, se per avventura succede che talora una ne comparisca alla luce veramente utile, ed importante, ella può essere di leggieri o non curata o riputata della sorte dell’altra da chi stanco di avere perduto inutilmente il suo tempo non si ferma alcun poco considerarla...........''
(Salvator Mandruzzato 1798)

### Storia del Bacino Termale Euganeo
L'osservazione rivolta al fenomeno idrotermale euganeo risale a tempi assai remoti, ne sono testimonianza gli scavi archeologici siti nel comune di Montegrotto Terme. Il dio Aponus (un antico dio venetico) era venerato con ex voto già in età preromana da parte degli stessi antichi Veneti ed il suo culto era collegato ai benefici terapeutici delle acque termali.
Le terme furono citate da filosofi greci come Aristotele ed Aristofane e da scrittori latini, tra cui Tito Livio che era originario della zona. Gli impianti termali vennero distrutti dai Longobardi di Agilulfo nel 602 d.C., per poi rianimarsi a partire dal X secolo. Al risorgere delle terme contribuirono i medici nel tardo Medioevo che iniziarono a studiare casi medici su individui le cui guarigioni erano legate ai benefici dell'acqua termale della zona. 
Nel 1200 le terme furono citate negli scritti di Pietro d'Abano, medico e filosofo dell’Università di Padova. Nel 1364 anche il poeta Francesco Petrarca ,affetto dalla scabbia si curò . alle terme di Abano. Successivamente, sotto i Carraresi, la gestione delle terme fu affidata alla famiglia Dondi dell'Orologio.
All’inizio del 1400, con il passaggio del territorio delle Terme Euganee sotto la Repubblica di Venezia, le terme conobbero un periodo di grande progresso e verso la fine del 1700 tutta l’area si sviluppò ampiamente. A partire dalla fine del 1800 iniziò a formarsi un importante complesso alberghiero che ebbe il suo massimo incremento tra il 1960 ed il 1980, continuando ad espandersi fino all'epoca odierna.

## Studi sul Bacino Termale Euganeo

### Studi sul Bacino Termale Euganeo fino al 1800
Tra le prime osservazioni scientifiche sulle acque termali troviamo quelle di Pietro d’Abano. Per quanto riguarda gli studi sulle acque termali ricordiamo quello di Jacopo Dondi dall'Orologio, che scrisse nel 1356 il Tractatus de causa salsedinis aquarum et modo conficiendi sal artificiale ex aquis Thermalibus Euganeis, allievo di Pietro d'Abano e docente di medicina e astronomia all’Università di Padova, si interessò delle acque termali e suggerì di farle evaporare per ricavarne i sali. Jacopo fu invitato a Padova da Umbertino da Carrara per rilanciare la facoltà medica, dopo la morte di Pietro d’Abano accusato di eresia ed ateismo. Quindi Giovanni Dondi dell'Orologio 1388 figlio di Jacopo, che scrisse il De fontibus calidis agri patavini e descrisse le acque come “una sostanza terrestre insipida alluminosa e gipsea, il sale comune e degli spiriti ignei” e per primo ipotizzò che la temperatura potesse derivare dal calore sotterraneo terrestre, allontanandosi dalle antiche teorie che credevano all’esistenza di miniere sotterranee di zolfo e carbone.
Dopo i Dondi Dall'Orologio si ricordano Bartolomeo da Montagnana, che nel 1440 scrisse il De aspectu, situ, minera, virtutibus et operationibus balneorum in comitatu repertorum e Michele Savonarola nello stesso periodo scrisse De balneis et thermis naturalibus omnibus Italiae, entrambi tentarono le prime ricerche sulla composizione chimica delle acque, anche se le loro osservazioni sul predominio dello zolfo dell’allume risentono ancora di un’impronta alchimistica. Quindi Lodovico Pasini, medico patavino, che nel 1548 scrisse il Liber in quo de Thermis Patavinis, acquibusdam aliis Italiae Balneis tractatus, che parla ancora di una composizione “sulfurea cum cinere et calce” per le acque di Abano ed il modenese Gabriele Falloppio nel 1556 con De Thermalibus aquis, che per primo notò depositi di zolfo nelle acque.
Occorre aspettare il 1700 con Giovanni Graziani, che nel 1701 scrisse: Thermarum Patavinorum examen, e con Giuseppe Bertossi che nel 1759 scrisse: Delle terme padovane volgarmente dette Bagni di Abano, ma soprattutto Domenico Agostino Vandelli, medico e farmacologo, per poter parlare di uno studio analitico, anche se arcaico, delle acque euganee con le prime misure di temperatura e di residuo secco in De Aponis Thermis del 1758 e in Tractatus de Thermis Agri Patavini del 1761. Ma la prima vera opera in tre volumi ispirata a criteri chimici è il Trattato dei bagni di Abano di Salvatore Mandruzzato, docente di chimica farmaceutica all’Università di Padova e dalla quale fu anche incaricato della direzione delle terme di Abano. Nel suo trattato si trova anche la prima analisi chimica sulle acque delle sorgenti del Montirone (Abano Terme).
Per ciò che riguarda alcuni aspetti geologici della'area euganea, le segnalazioni di rocce vulcaniche dei colli Euganei iniziarono nel 1775 da parte del diplomatico inglese John Strange, quindi Giovanni Arduino che nel 1782 scrisse: ".....28. Pietra vulcanica cenericcia dei Monti Euganei del Territorio di Padova, rassomigliante al Granito, o sia Granitello grigio; 29. Altra simile ma scura, ed in parte infetta d'ocra ferrea, e ripiena di Schoerl nero degli stessi monti; 30. Basalte nero dei medesimi monti. la massima parte dei presati Monti Padovani, e si può dire il grande loro nucleo, o Lave simili al Granitello, le quali sono varie di durezza, e di colore, ed anche talvolta di componenti....."

### Studi sul Bacino Termale Euganeo dal 1800 al 1970
Le prime analisi quantitative complete sulle acque, sui gas e sui fanghi termali si devono a Francesco Ragazzini, docente di chimica generale all’Università di Padova in varie pubblicazioni nella prima metà del 1800. Con le analisi del Ragazzini si chiude il periodo preliminare degli studi chimici ed inizia quello moderno.
Tra la seconda metà del 1800 ed i primi 1900 molti studiosi di chimica si interessarono delle caratteristiche delle acque termali euganee. Se ne ricordano solo alcuni, tra cui il viennese Franz von Schneider e molti altri della scuola padovana tra cui Giovanni Bizio, Raffaello Nasini e Francesco Anderlini, Giuseppe Vicentini. Nel 1953, i due chimici padovani, Efisio Mameli e Umberto Carretta raccolsero gli antichi dati chimici e li confrontarono con le loro misure.
Le caratteristiche dei colli Euganei furono studiante anche da Tommaso Antonio Catullo, si ricorda inoltre Niccolò Da Rio dell’Università di Padova che nel 1836 pubblicò: Orittologia euganea. Nel 1875 Eduard Suess, professore di geologia all’Università di Vienna, considerava gli Euganei resti di un grande vulcano con al centro il Monte Venda, mentre Eduard Reyer nel 1877, riteneva che ci fossero diversi eventi vulcanici data l’intercalazione tra rocce vulcaniche e sedimentarie. La situazione geologica fu anche studiata da Achille De Zigno, botanico, geologo e paleontologo italiano nel 1861, da Giovanni Omboni nel 1879, da Giorgio Dal Piaz (1896 e 1971) e da M. Stark dal 1906 al 1952, che riconobbe l’importanza dei corpi vulcanici laccolitici e quindi l’età delle eruzioni posteriore alle rocce sedimentarie più recenti. Quindi Gianbattista Dal Piaz nel 1928. Con gli studi geologici di A. Riedel del 1950 e di Giuseppe Schiavinato dal 1941 al 1950 si svilupparono anche gli studi petrografici sulle rocce euganee, come pure le ricerche micropaleontologiche di Francesco Ferasin, Franca Proto Decima e Iginio Dieni.
Rimaneva comunque ancora aperta la questione dell’età delle eruzioni euganee, che una particolare importanza rivestiva in relazione al suo rapporto con il termalismo euganeo. Inizialmente venne tentato un approccio paleomagnetico, che non portò a grandi risultati, ma nella seconda metà del 1900 si svilupparono molti studi sugli isotopi radioattivi, l’utilizzo dei quali portò nel 1969 alla completa esclusione di un’attività vulcanica attiva nel complesso Euganeo.
Intanto a partire dal 1950 iniziarono anche studi di geofisica nella zona euganea, tra i quali si ricordano quelli di Carlo Morelli e di Armando Norinelli. Quindi ulteriori studi geofisici si svilupparono nei primi anni del 1970.

### Studi sul Bacino Termale Euganeo posteriori al 1970
Occorre attendere i primi anni del 1970, per incontrare un primo studio organico multidisciplinare sul Bacino Termale Euganeo. Lo studio, coordinato da Giuliano Piccoli, nacque da una collaborazione tra l’allora Istituto di Geologia dell’Università di Padova, l’Enel ed il CNR di Pisa i cui risultati dettagliati furono pubblicati nel 1976 in una monografia dal titolo Il sistema idrotermale euganeo-berico e la geologia dei Colli Euganei.
Successivamente gli studi proseguirono in maniera non omogenea, le analisi geofisiche continuarono e nel 1979 Norinelli et al. pubblicarono uno studio aeromagnetico nella zona euganeo-berica, mentre nel 1985 Iliceto et al. pubblicarono un'indagine di microgravimetria nell'area euganea. Intanto nel 1981 venne pubblicata la carta geologica dei Colli Euganei, a cura di Giuliano Piccoli.
Gli studi sistematici sul Bacino Termale Euganeo ripresero solo dieci anni più tardi, nel 1986, quando si formò un nuovo gruppo di studio, coordinato da Giorgio Vittorio Dal Piaz, composto dai ricercatori degli allora Istituti di Geologia, Paleontologia e Geologia Applicata, di Fisica Terrestre, di Idraulica, di Costruzioni Marittime e Geotecnica, di Fisica Tecnica e di Scienza e Tecnica delle Costruzioni dell’Università di Padova. Questo studio, finanziato dalla Regione del Veneto e dai comuni termali, con capofila Abano Terme, si concluse nel 1994.
Dopo il 1994 le indagini proseguirono in maniera discontinua, si ricordano solo alcuni studi sui contenuti di 14C  nelle acque, ed altri riguardanti la distribuzione delle permeabilità e delle temperature nei campi termali euganei (Euganean Geothermal Fields; EuGF).
Solo a partire dal 2010 gli studi sono stati ripresi in maniera sistematica da parte dell’attuale Dipartimento di Geoscienze dell’Università di Padova in collaborazione con la Gestione Unica del B.I.O.C.E. (Bacino Idrominerario Omogeneo dei Colli Euganei). Gli studi si sono focalizzati sul modello concettuale del Sistema Geotermico Euganeo (EuGS), anche con approcci di simulazione numerica del fenomeno geotermico, al fine di valutarne la rinnovabilità e sostenibilità in relazione ad un suo utilizzo razionale.

## Evoluzione del pensiero scientifico sull'origine del Bacino Termale Euganeo
Per quel che riguarda le ipotesi sull’origine delle acque termali, gli antichi credevano che il calore delle acque derivasse dalla combustione di giacimenti sotterranei di zolfo o di carbone. In ogni caso già dal 1388 Giovanni Dondi dell'Orologio, tra le varie ipotesi, attribuì l’origine della temperatura delle acque termali anche ad un calore terrestre.

### Modelli geotermci legati al vulcanesimo euganeo
Quando venne riconosciuta l’origine vulcanica dei Colli Euganei da parte di John Strange apparve naturale legare i due fenomeni. Luigi Vernizzi nella sua dissertazione del 1777 scriveva: ".... Da varie poi, e diverse cagioni convien derivare il Calore delle Termali. Le più considerevoli , possono essere , giusta i principi della moderna Filosofia , le molte particole ignee, che ardon sotterra, in vicinanza di quei Canali, da cui derivano dette Fonti , a comprovar la qual asserzione, oltre l'innegabil pruova , che di tal fuoco sotterraneo soministrano i Monti ignivomi, basta avvertire essersi da gravi ed assennati Filosofi stabilito il Centro della Terra, sede del Fuoco, che chiamasi elementare, ove per leggi di gravità si conferma e da li si diffonde per tutta la massa della Terra. I Spiriti altresì e le particole sottilissime, che abradono dalle pareti di que canali per cui passano, e dalla Terra vicina per cui scorrono le mentovate Termali, fermentandosi, ed alterandosi insieme, contribuiscon non poco all’incalescenza di esse Fonti. Conferma ad evidenda la Chimica quanto si dice, dandoci essa a conoscere che dalla mistura di varie eterognee molecule, ne proviene tal fermentazione, per cui l'acqua istssa, in cui questa si pongono si osserva alterarsi e bollire, e lo conferma con varie esperienze....".
Molto possibilista Salvatore Mandruzzato nel 1789: "....XII. Oltre ogni credere si chiamerebbe offesa la universale brama di penetrare ne più reconditi arcani della Natura, se dopo aver trattato del calore proprio delle nostre minerali, io non dicessi parola intorno le cause che si credono atte a produrlo; impertanto riferirò qui le principali opinioni dei Fisici recenti, quantunque molte ed indeterminate.
XIII. Il maggior numero di questa classe di dotti pensò che si dovesse assegnare la causa delle Termali la decomposizione delle piriti, prodotta dalle acque, donde traessero origine anche Gaz che loro sono propri, e le al sostanze che vi si trovano disciolte; altri dimostrarono per lo contrario, che ciò bene spesso potrebbe aver luogo senza la decomposizione delle piriti, mediante le varie dissoluzioni e decomposizioni che può produrre l’acqua percorrendo dei lunghi tratti sparsi di materie saline, e di altra natura atte per le successive loro mescolanze, e combinazioni a dar origine al calore, ai Gaz, ed agli altri principi de quali sono composte le Termali medesime, siccome lo provano alcune chimiche operazioni: altri non dubitano di stabilire per cagione del calore la vicinanza dei Vulcani: altri finalmente considerando, che alcune acque termali hanno un calore costante dopo molti Secoli, e che alcune di esse non contengono niente di straniero, ricorsero ad un principio costante in Natura, cioè l’elettricità, giudicendo che l’azione di questa potesse contribuire alla formazione del fenomeno.....".
Più esplicito quanto espresso dall'abate Lazzaro Spallanzani nel 1792: "....Sembra egualmente indubitato per le osservazioni dei Sigg Strange e Abbate Fortis, che questo gruppo di picciole montagne e di colline formava alla maniera delle Eolie, delle Ponze, di Santorine, e d’innumerevoli altre Isole analoghe. Solamente negli antichissimi Vulcani di Padova è venuta meno ogni visibile ignizione, non rimanendo di questa che qualche occulto fomite nelle famose loro Terme..".
Un secolo dopo Luigi De Marchi nel 1927 così ipotizzò l’origine delle acque termali: "….Il processo di mineralizzazione e di alto riscaldamento dev’essere dovuto ad emissione di gas, vapori, ed acqua ad altissima temperatura da fessure della roccia eruttiva sottostante all’alluvione, lungo la base orientale dei colli Euganei………… Dobbiamo quindi ammettere l'esistenza, sotto il mantello alluvionale di vere sorgenti di acqua ad alta temperatura, che si mescola con l’acqua vadosa dell’alluvione riscaldandola e mineralizzandola, e assumendo con essa il movimento laterale di deriva verso Sud".
Anche Giorgio Dal Piaz nel 1948 scrisse: "Anche se noi ammettiamo che un certo contributo all’incremento delle sorgenti euganee possa derivare dalla condensazione di vapori vulcanici o dalla penetrazione di acque meteoriche riscaldate in profondità e quindi spinte in superficie dalla tensione dei gas e dei vapori, l’abbondanza di sorgenti potrebbe essere spiegata anche da altri fattori....Come questo utile deposito naturale di acqua si sia formato e mantenuto, e come questa acqua sia termalizzata e mineralizzata, potrebbe essere spiegato in base alle leggi della circolazione delle acque sotterranee nei materiali alluvionali ed all’esistenza locale di un’area vulcanica in via di estinzione di età relativamente recente……….Durante il flusso le acque sotterranee vengono in contatto con la base dei colli Euganei, quindi con gas, vapori e acque calde, che corrispondono alle manifestazioni di un serbatoi vulcanico estinto nelle sue manifestazioni superficiali, ma ancora con una certa attività di secondaria importanza in profondità.".
Qualche anno dopo nel 1951 Sergio Morgante scrisse: ".... Non mi sembra azzardato supporre che le termominerali di Abano, Montegrotto, ecc. altro non siano che acque salmastre di origine marina, le quali venendo a contatto a profondità notevole con la massa rocciosa vulcanica euganea ancora calda, subiscono un forte riscaldamento e salgono alla superficie (probabilmente attraverso fratture) presso il bordo orientale dei colli. Le acque termali euganea devono la loro forza ascensionale oltre che alla temperatura anche alla discreta quantità di gas col quale escono in miscela…. Perciò in definitiva le acque termominerali altro non sarebbero che acque vadose in miscele con gas giovanile......"
Nel 1963, Enzo Beneo, direttore del Servizio Geologico Nazionale, effettuò delle campagne geoelettriche e gravimetriche per l'individuazione del tetto dell'acquifero termale e propose possibili ipotesi sull’origine delle acque, in alcune delle quali vediamo l'embrione delle ipotesi più recenti:"... nel caso (poco probabile) che il bacino idrotermale abbia origine esclusivamente da acque vadose, queste scenderebbero ad una certa profondità dove sarebbero investite da vapori magmatici e dalle quali risalirebbero, per geyserismo, fino all'esterno attraverso i noti sistemi di fratture. Da rimarcare la presa in considerazione del fatto che: "...le profondità dalla quale possono provenire le acque intracrostali, senza tenere conto del possibile apporto di acque juvenili, né dell'aumento di temperatura probabile proprio in una regione perivulcanica, è senza dubbio notevole e forse non inferiore ai 2000 metri". In queste ipotesi del Beneo troviamo alcune idee che lo avvicinano al pensiero più recente, nelle quali le acque termali devono la loro temperatura principalmente alla profondità raggiunta, ed altre ancora legate a fenomeni di riscaldamento delle acque per un vulcanesimo in via di estinzione.
In ogni caso, fino alla prima metà del XX secolo, si pensò che la presenza di rocce vulcaniche nel complesso collinare Euganeo fosse in relazione ad una attività vulcanica non ancora estinta, alla quale attribuire parte del calore delle acque.

### Modelli geotermici basati su circuiti geotermici profondi
Furono i fondamentali studi radiometrici sulla datazione delle rocce effettuati da Borsi et al. nel 1969, che attribuirono al complesso eruttivo euganeo un’età Oligocenica (35 milioni di anni) nei suoi termini più recenti, e quindi troppo vecchio perché le rocce euganee potessero ancora rappresentare una qualsiasi sorgente di calore. A partire da questo lavoro il vulcanesimo euganeo fu considerato estinto e quindi scomparve da una possibile fonte di calore per le acque euganee.
Nel lavoro di Piccoli et al. del 1973, si abbandonò completamente l’ipotesi di un termalismo legato in qualche maniera ad un fenomeno vulcanico, anche se in via di esaurimento, e venne per la prima volta introdotto un modello di circuito idrotermale (Figura 1) in grado di spiegare l’origine e la dinamica del Bacino Termale Euganeo, detto anche Sistema Geotermico Euganeo (Euganean Geothermal System; EuGS).

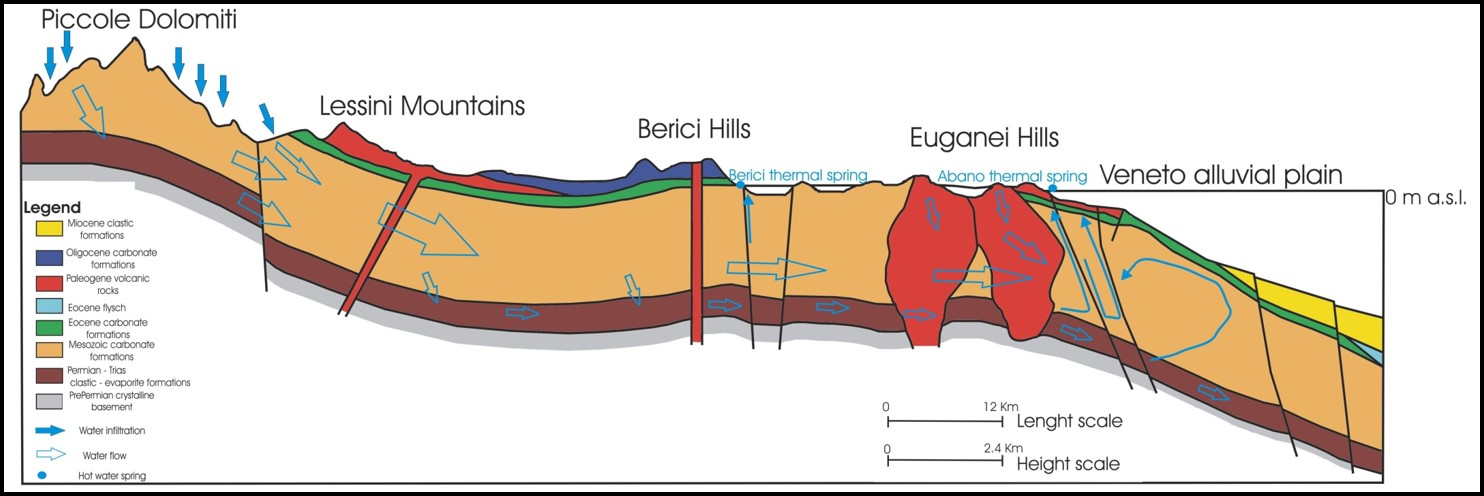
Figura 1 - Modello geotermico concettuale del Bacino Termale Euganeo (Euganean Geothermal System) presentato nel 1973 (da Piccoli et al. 1973, modificato)

Un modello concettuale di circuito geotermico possiede dimensioni regionali e la sua esistenza necessita di alcuni componenti fondamentali: (i) una zona permeabile in superficie entro la quale le acque si possano infiltrare e scendere a grande profondità (zona di alimentazione) (ii) un serbatoio permeabile nel sottosuolo, entro il quale le acque possano circolare per un certo intervallo di tempo, dirigendosi verso un'area dove emergeranno (iii) una sorgente di calore (iv) una zona con strutture geologiche particolari ad elevata permeabilità, che consentano una risalita rapida delle acque calde di origine profonda (zona di emergenza).
Il modello presentato nel 1973 venne riproposto in dettaglio da Piccoli et al. nel 1976 e possedeva tutte queste quattro condizioni indispensabili per l'esistenza di un circuito geotermico a scala regionale.
Le analisi di geochimica isotopica sugli isotopi dell’ossigeno, eseguite sulle acque termali euganee, indicarono una quota di alimentazione del sistema di circa 1500 metri sul livello del mare, perciò serviva trovare, in area prealpina, una zona con quella altitudine e con una buona piovosità e permeabilità. Inoltre, le analisi sugli isotopi radioattivi dell’idrogeno (tritio) indicarono dei tempi di residenza nel sottosuolo per queste acque maggiore di 25 anni. Si ipotizzò che la zona del recoarese nelle Piccole Dolomiti fosse adatta a rappresentare l’area di alimentazione del Bacino Termale Euganeo ed in grado di soddisfare la prima condizione (i). Quindi, nell’area delle Piccole Dolomiti, le piogge si infiltrerebbero scendendo in profondità e raggiungendo un serbatoio profondo a circa 3000 m. Questa profondità, in corrispondenza del basamento cristallino, costituito da rocce metamorfiche quasi impermeabili, fu considerata la base del sistema geotermico. Quindi le acque circolerebbero in direzione sud-est, per 80–100 km entro il complesso euganeo-berico-lessineo, che rappresenta la seconda condizione di un sistema geotermico (ii). La profondità raggiunta di circa 3000 m, in presenza di un normale gradiente geotermico (cioè 30 °C per ogni chilometro di profondità) consentirebbe alle acque di raggiungere circa 90 °C; terza condizione (iii). Infine, strutture geologiche particolari molto fratturate, presenti nell’area euganea, porterebbero ad una rapida risalita delle acque, che manterrebbero quasi invariate le loro caratteristiche di temperatura e di salinità presenti in profondità; quarta condizione (iv). La rapida risalita delle acque ed una omogeneizzazione delle temperature in profondità sarebbero anche legate alla presenza di moti convettivi nel sottosuolo e ad un’elevata permeabilità del serbatoio. La risalita sarebbe anche facilitata da fenomeni di chiusura laterale del Sistema Geotermico Euganeo ad opera di sedimenti fini a bassa permeabilità ed al carico idraulico delle acque fredde di infiltrazione locale nei rilievi collinari Euganei. In base ai risultati delle analisi geochimiche si dedusse anche che questo sistema geotermico si potesse suddividere in più rami, le cui emergenze avvengono nella zona Berica, in quella di Abano ed in quella di Battaglia-Galzignano, considerando quella di Montegrotto una zona di miscelazione tra le due precedenti.
Gli studi terminati nel 1994 e coordinati da Giorgio Vittorio Dal Piaz, basandosi essenzialmente sulle risultanze di nuove analisi geochimiche (campagne di misure nel 1984, 1987, 1989, 1990, 1993), confermarono l’origine meteorica delle acque termali euganee ed approfondirono le conoscenze sull’area di emergenza del sistema geotermico (EuGF), con particolare attenzione alle problematiche collegate ai fenomeni di subsidenza che si erano presentate in quel periodo. Inoltre aggiornarono e ricostruirono nel dettaglio la situazione geologica ed idrogeologica del sottosuolo euganeo, grazie anche alla perforazione di un pozzo di studio, denominato Aponus 2.. Lo studio sostanzialmente confermò l’attendibilità del modello geotermico concettuale degli anni ’70 ed i risultati delle analisi sul tritio indicarono tempi di residenza delle acque termali nel sottosuolo superiori a 60 anni.

### Attuale modello concettuale del Sistema Geotermico Euganeo (EuGS)

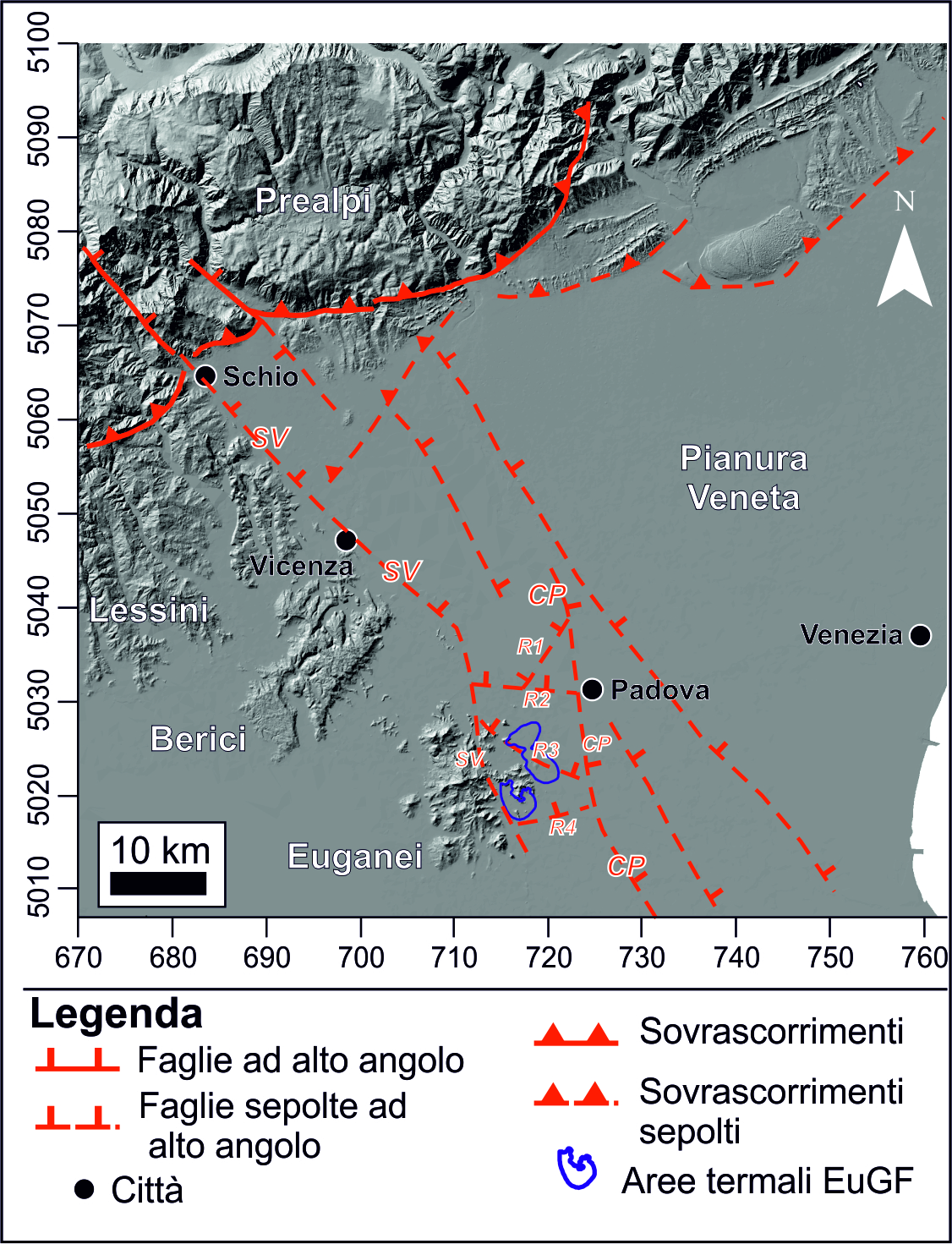
Figura 2 - Schema geologico strutturale presente nel Sistema Geotermico Euganeo (EuGS). SV = faglia Schio-Vicenza; CP = faglia Conselve-Pomposa; R1, R2, R3, R4 = faglie della "relay ramp". (da Pola et al. 2020, modificato)

A partire dal 2010, la disponibilità di sezioni sismiche profonde, le maggiori conoscenze sulle strutture tettoniche regionali e le sezioni geologiche regionali, pubblicate nella carta geologica del Veneto portarono ad una revisione del modello concettuale proposto negli anni ’70, individuando nella peculiarità del sistema di faglie presenti nella zona, denominato nel suo complesso Sistema Schio-Vicenza (SVFS) (Figura 2), uno dei fattori fondamentali per lo sviluppo, a scala regionale, del Sistema Geotermico Euganeo (EuGS).

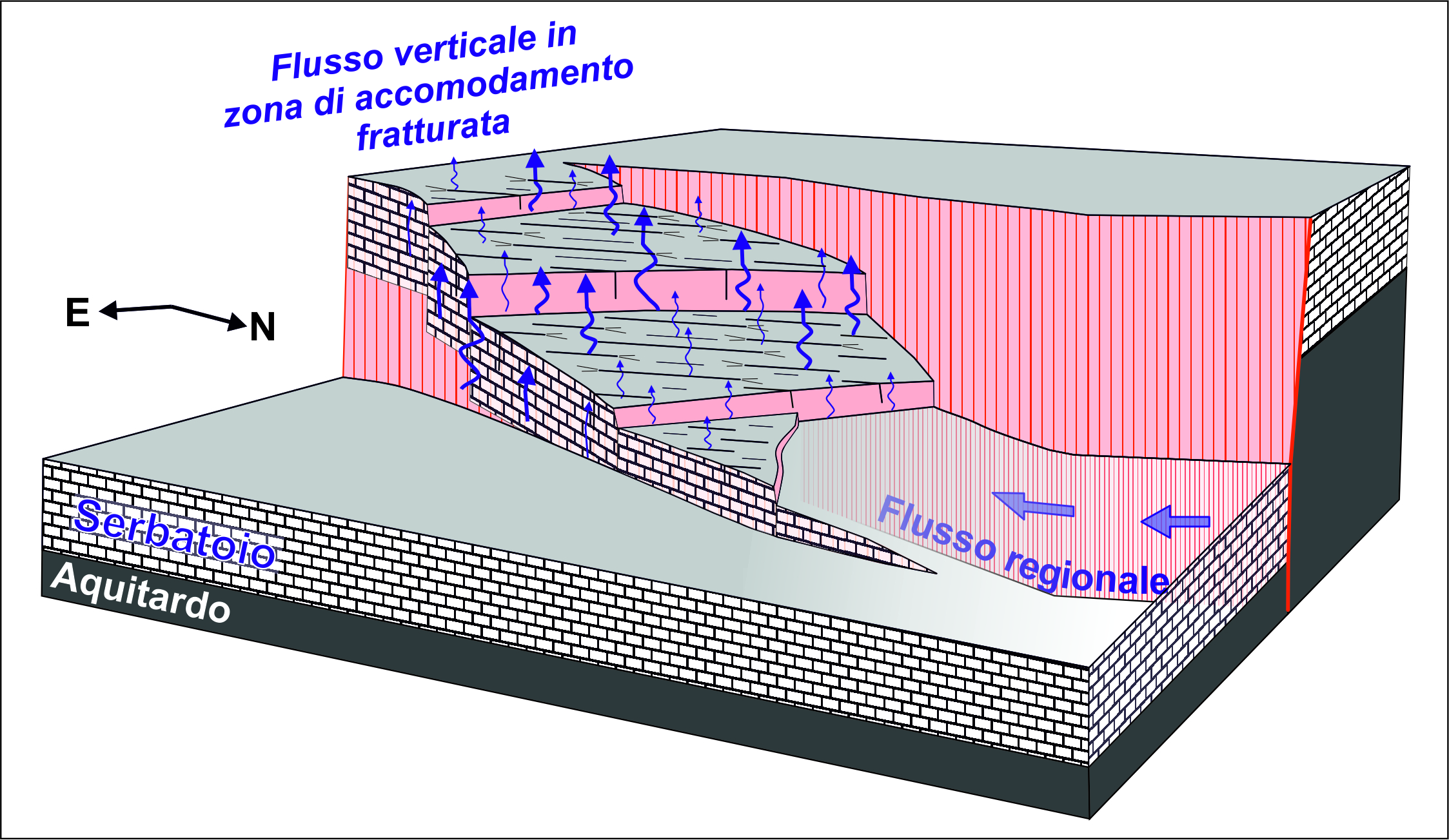
Figura 3 - Zona di accomodamento nella zona euganea (da Pola et al. 2020, modificato)

L’analisi delle sezioni sismiche portò all’individuazione di una zona di accomodamento (transfer zone; relay ramp) (Figura 3) tra la faglia Schio-Vicenza e la Conselve-Pomposa, esattamente coincidente con la zona euganea di emergenza delle acque termali, zona scientificamente definita come Campi Geotermici Euganei (Euganean Geothermal Fields; EuGF). Il modello degli anni ’70 prevedeva infiltrazioni di acque meteoriche ad Ovest del sistema di faglie denominato Schio-Vicenza (SVFS), nella zona delle Piccole Dolomiti, ma le sezioni geologiche riportate sulla carta geologica del Veneto del 1990 e costruite anche in base a profili sismici profondi, evidenziarono una chiusura frontale di questo ipotetico sistema, che avrebbe impedito alle acque infiltrate nelle Piccole Dolomiti di raggiungere la zona euganea. Quindi l’area di alimentazione (condizione (i) per l’esistenza di un sistema geotermico) dell’EuGS doveva trovarsi ad Est del SVFS. Una zona che possiede caratteristiche di altitudine di circa 1500 m, di piovosità e di permeabilità elevata (addirittura carsismo) è rappresentata dall’altipiano dei Sette Comuni. 

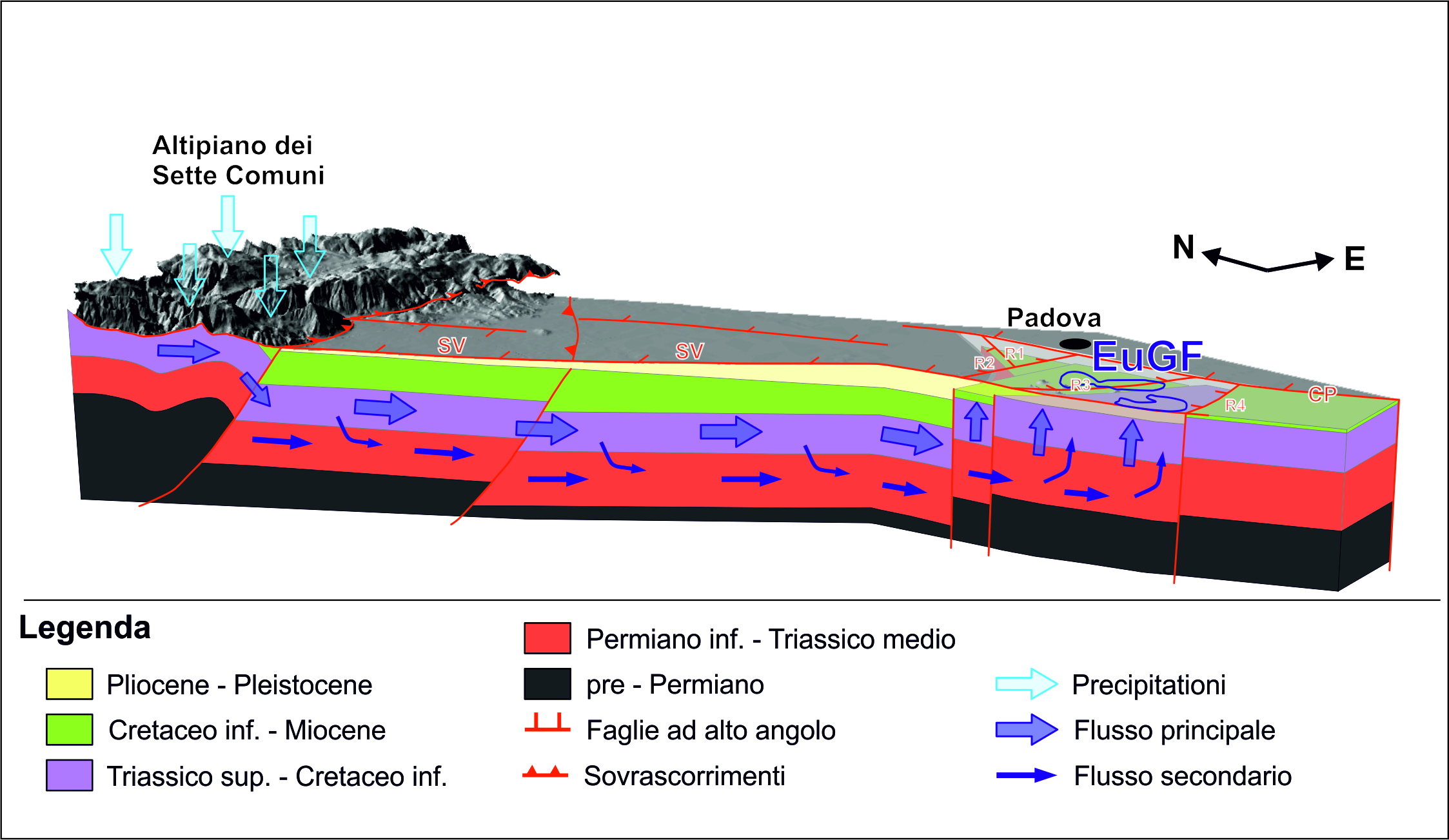
Figura 4 - SV = faglia Schio-Vicenza; CP = faglia Conselve-Pomposa; R1, R2, R3, R4 = faglie della "relay ramp"; EuGF = Campi Geotermici Euganei (da Pola et al. 2020, modificato)

Inoltre, le fasce ad elevata permeabilità, che consentono alle acque profonde di muoversi dalla zona di alimentazione dell'Altipiano dei Sette Comuni alla zona di accomodamento, molto permeabile, presente nei campi geotermici euganei (EuGF), sono rappresentate dalle faglie e dalle relative fasce di danneggiamento del sistema Schio-Vicenza (SVFS; Figura 2) (seconda condizione (ii)).

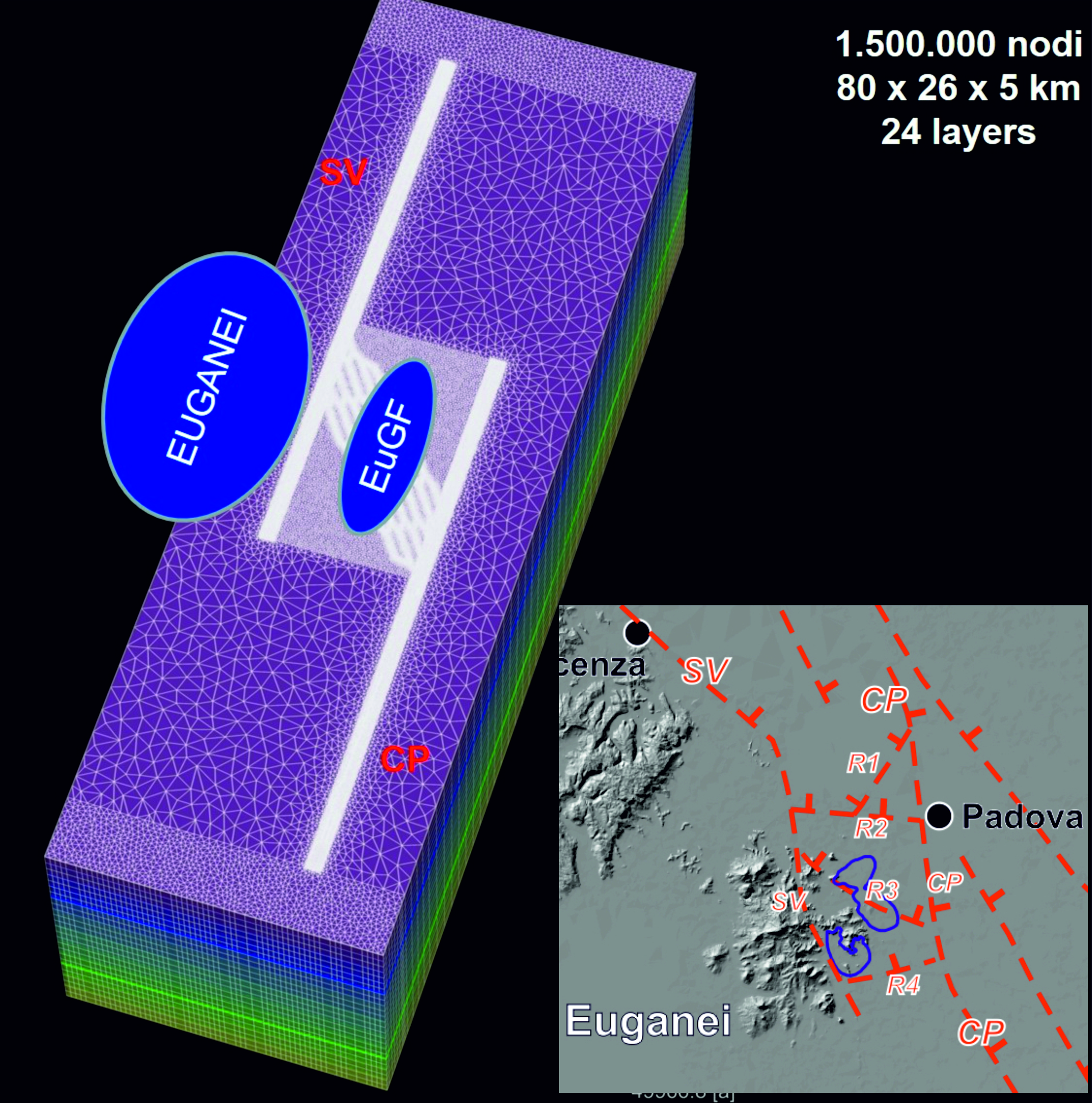
Figura 5 - Schematizzazione del modello concettuale del Sistema Geotermico Euganeo (EuGS) (da Pola et al. 2020, modificato)

La situazione geologico strutturale (faglie e sovrascorrimenti) appare chiaramente fondamentale per l’esistenza del Sistema Geotermico Euganeo (EuGS). A giustificare ulteriormente la presenza dell’EuGS, interviene un lavoro di Pasquale et al. 2014. Si tratta di un’analisi sui flussi di calore in Italia settentrionale, che segnala un flusso di calore leggermente anomalo (80-100 mW/m²) nell’area del Sistema Geotermico Euganeo, che incrementa la normale temperatura presente nel sottosuolo (condizione (iii)). Quindi, un flusso di calore anomalo ed una intensa fratturazione, tipica delle zone accomodamento (relay ramps), determinano le condizioni ottimali per una rapida circolazione verso l’alto delle acque profonde calde, che emergono nell’area euganea (condizione (iv)). Una volta individuato un modello idrogeologico concettuale (Figura 4), l’EuGS è stato schematizzato al fine di poter simulare numericamente, per la prima volta, la sua presenza nell’area euganea e la sua congruenza con le leggi della fisica (Figura 5). In Pola et al. 2020 si dimostra come il modello concettuale proposto in figura 4 sia in grado di riprodurre fisicamente le temperature sperimentalmente misurate nell’area euganea. I risultati ottenuti hanno confermato l’apporto fondamentale del sistema di faglie (SVFS), del flusso di calore anomalo e della presenza di una zona di accomodamento (relay ramp).
Il modello numerico presentato nel 2020, che rappresentava una semplificazione della situazione strutturale, è stato affinato da Torresan et al. 2023, riproducendo in maniera più precisa le strutture geologiche presenti nell'EuGS (Figura 5bis).

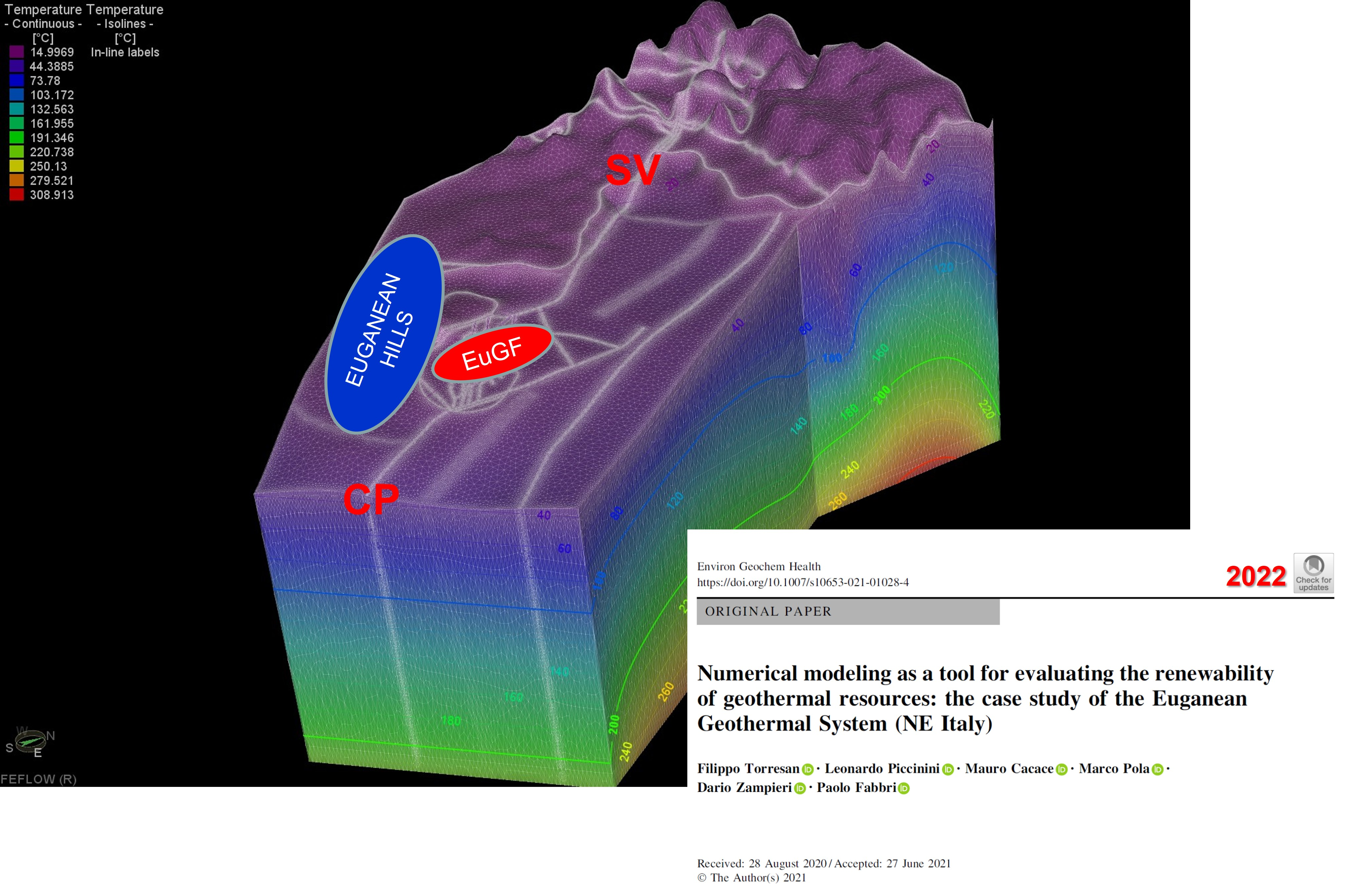
Figura 5bis - Schematizzazione del modello idrogeologico concettuale del Sistema Geotermico Euganeo (EuGS) (da Torresan et al. 2022)

## Campi Geotermici Euganei (EuGF)

### Geologia del sottosuolo (EuGF)

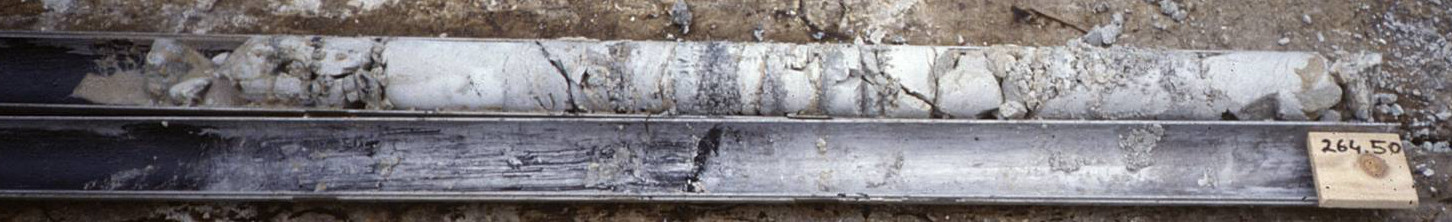
Figura 6 - APONUS 2; carotaggio della formazione della Maiolica; è possibile osservare la fratturazione che consente la circolazione dell'acqua termale; parco Magnolia di Abano Terme; Campione prelevato con doppio carotiere TS6 modificato

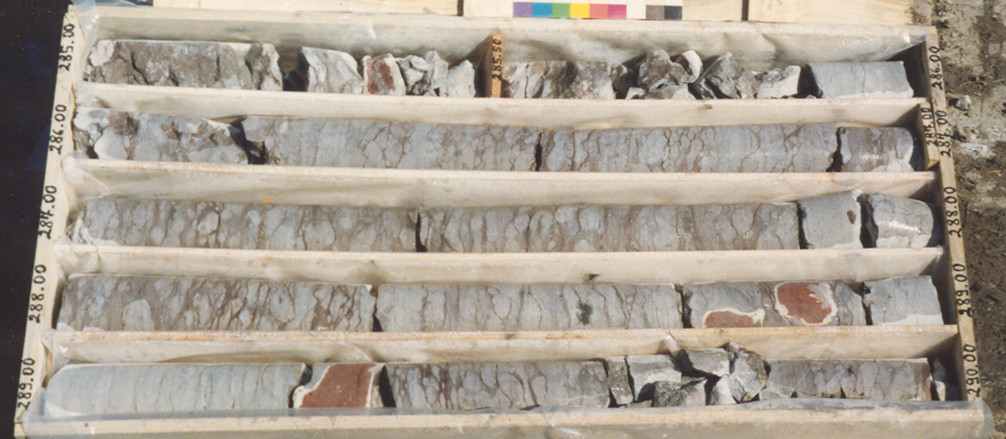
Figura 7 - APONUS 2; carote di Rosso Ammonitico da -285 m a -290 m di profondità; parco Magnolia di Abano Terme; Campione prelevato con doppio carotiere TS6 modificato

Le conoscenze sulla geologia del sottosuolo dell’area euganea si basano principalmente sui dati relativi ai pozzi termali di produzione, su alcune campagne geoelettriche e gravimetria, sui dati sismici dell’AGIP e su un’indagine sismica effettuata nel 2004. Le formazioni geologiche rinvenute nel sottosuolo sono le stesse affioranti nel rilievo collinare Euganeo. Da un punto di vista stratigrafico si ricorda che la perforazione più profonda è stata eseguita ad Arquà Petrarca nel 1956. La profondità raggiunta fu di 1814 metri, ma le informazioni disponibili sono purtroppo alquanto lacunose.
Anche se le perforazioni nell’EuGF sono più di 600, le più vecchie presentano spesso notizie sommarie e di difficile interpretazione. In particolare, fino a poco tempo fa, il materasso alluvionale quaternario, posto al di sopra del basamento roccioso, era conosciuto solo nel suo spessore (compreso tra i 0 ed i 200 metri) ed era descritto in maniera approssimata come un’alternanza di sabbie e di argille. Uniche informazioni riguardavano la presenza di alcuni orizzonti sabbiosi con acqua termale, sfruttati nel passato (Figura 8).
Attraverso l’interpretazione di vecchie stratigrafie, basandosi sulle conoscenze di geologia degli Euganei e sulle stratigrafie più recenti e più attendibili, è stato possibile ricostruire una serie di profili geologici del sottosuolo fino a profondità anche di circa 1 km. L’analisi dei profili ha consentito una ricostruzione geologico-strutturale del substrato roccioso e dell'ipotetico tetto del serbatoio termale, come ad esempio nell'area di Montegrotto.. Un notevole impulso alle conoscenze della geologia del sottosuolo euganeo derivò dalla perforazione del pozzo “Aponus 2”, in Abano Terme.. Questo pozzo fu perforato nell’ambito del progetto, coordinato da Giorgio Vittorio Dal Piaz dal 1986 al 1994 e raggiunse la profondità di 465 metri, con carotaggio continuo fino alla profondità di 291,70 metri. Attraverso il sondaggio fu possibile definire in dettaglio la successione litostratigrafica nel materasso alluvionale quaterario, che per il 40% è costituita da materiali limoso-argillosi, per il 50% da sabbie e limi e per il 10% da conglomerati. In base alle nuove informazioni acquisite durante questo progetto, si reinterpretò la situazione geologico strutturale del substrato roccioso, inizialmente apparsa eccessivamente complessa a causa di spessori anomali delle formazioni rocciose. Fu possibile per la prima volta riconoscere in profondità lo stato di fratturazione della formazione della Maiolica (Figura 6) e quella del Rosso Ammonitico (Figura 7). Nella parte terminale la perforazione attraversò un corpo subvulcanico oligocenico di composizione quarzotrachitica. Attualmente nell’EuGF, diversi pozzi superano i 1000 metri di profondità ed incontrando i Calcari Grigi e la Dolomia Principale.

### Idrogeologia (EuGF)
Le acque euganee presentano una temperatura variabile da zona a zona dai 60° agli 87 °C e trovano sede in alcuni orizzonti sabbiosi della copertura superficiale quaternaria, non continui in tutta l’area, ed in un substrato roccioso fratturato (Figura 8), la loro temperatura tende a diminuire da Abano Terme verso Battaglia Terme e Galzignano Terme. Temperature così elevate in uscita confermano una rapida risalita delle acque dal serbatoio profondo e la loro assenza di mescolamento con acque fredde più superficiali.

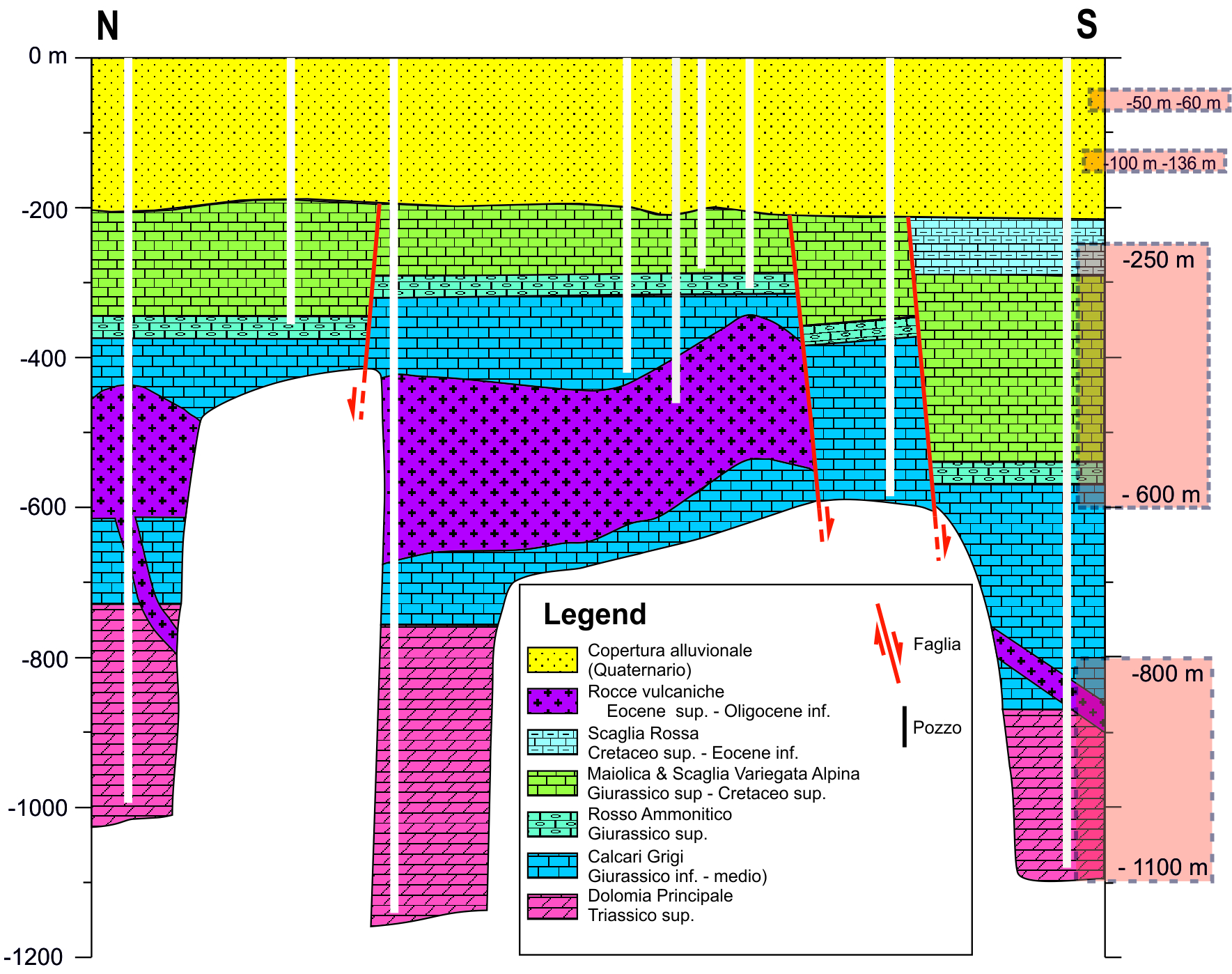
Figura 8 - Sezione geologica in Abano Terme, in evidenza le formazioni rocciose presenti nel sottosuolo e gli orizzonti termalizzati (da Fabbri et al. 2017, modificato)

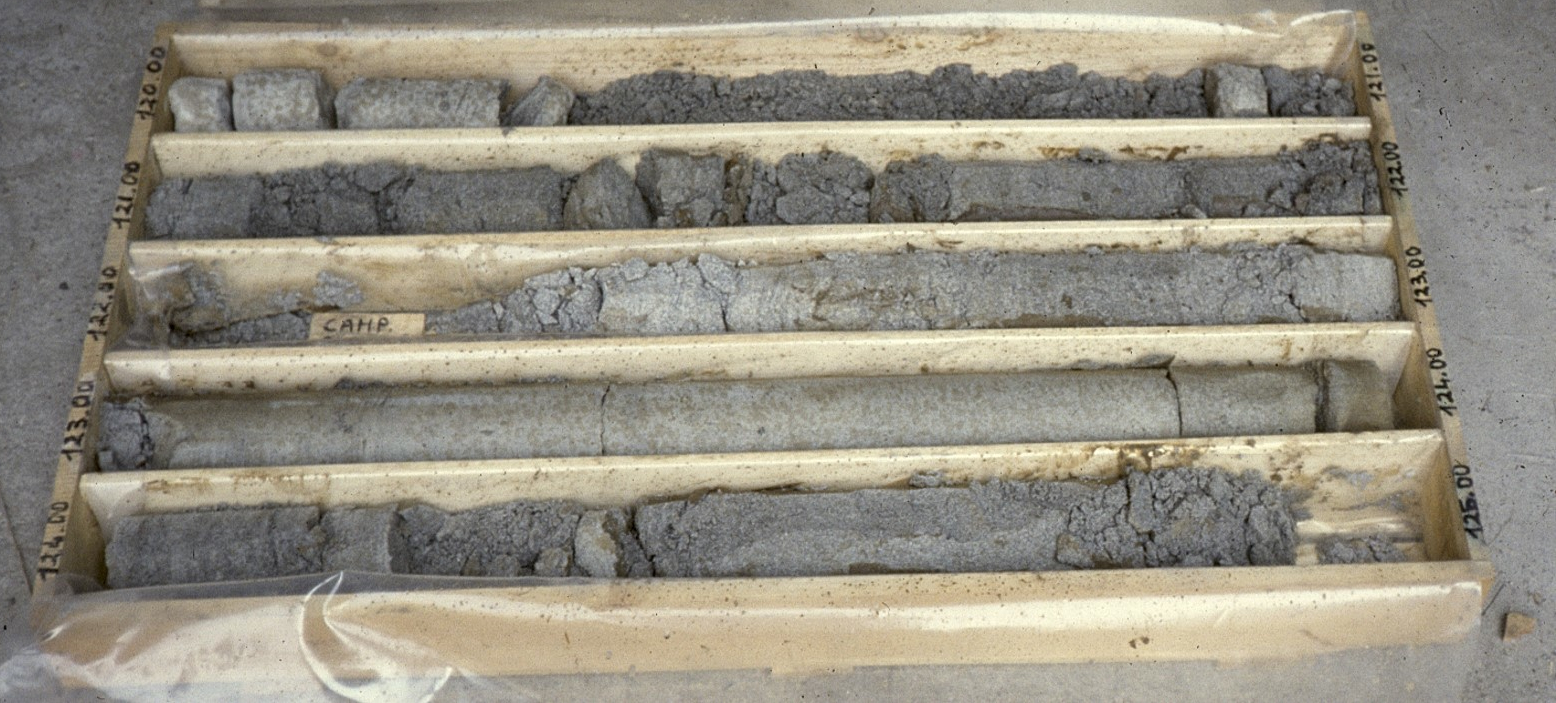
Figura 10 - APONUS 2; carotaggio nell'orizzonte sabbioso termalizzato da -120 a -125 m di profondità; notare da -123 a -124 un orizzonte litificato; parco Magnolia di Abano Terme; campione prelevato con carotiere semplice

Una geometria di dettaglio dell'acquifero non è ancora oggi ben definita, ma in base alle attuali conoscenze sono state individuate (in relazione alle temperature ed alle caratteristiche geochimiche delle acque) le principali zone di risalita lungo alcune fratture entro la zona di accomodamento (relay ramp), che alimentano orizzonti particolarmente fratturati (ad esempio entro la Maiolica; Figure 6 e 9), che si estendono orizzontalmente per tutto l’EuGF. Di questi orizzonti di espansione laterale dei fluidi termali ne sono stati individuati e sfruttati nel tempo principalmente tre.

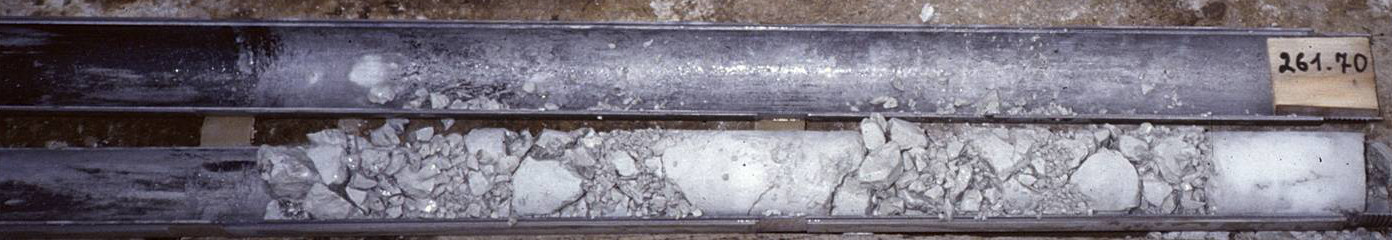
Figura 9 - APONUS 2; Maiolica fratturata nel secondo orizzonte acquifero, quello attualmente più sfruttato; parco Magnolia di Abano Terme; campione prelevato con doppio carotiere TS6 modificato

Il primo, è ospitato in sabbie ed è posto ad un centinaio di metri di profondità (in realtà si tratta di 2 orizzonti sabbiosi, uno tra circa 50 m e 60 m e l'altro, più potente, tra i circa 100 m ed i 140 m di profondità; Figure 8 e 10). Attualmente è vietato estrarre acqua da questi orizzonti sabbiosi dopo che nel 1965 si verificò uno sprofondamento in Abano Terme. Floriano Calvino così descrisse l'evento a quel tempo: ”Verso le ore 16 del 6 dicembre 1965, la pavimentazione in lastre di pietra di un angolo del cortile con aiuole alberate, che si apre sul retro dell’ala settentrionale dell’Albergo Helvetia, cedette, si screpolò e prese a sprofondare a vista d’occhio. In mezz’ora si produsse un avvallamento di almeno un metro e mezzo di profondità, il cui fondo continuava a deprimersi ed i cui margini ad allargarsi, descrivendo un cerchio sempre più ampio…..”. 
Il secondo orizzonte, che è il più sfruttato e studiato, è posto tra circa i 250 ed i 600 m di profondità (Figure 8 e 9). Il suo intenso utilizzo ha portato ad un progressivo abbassamento dei livelli, che ha provocato la scomparsa delle sorgenti naturali di acqua termale, come quelle del Montirone (o Monte Irone). Il terzo orizzonte, di recente sfruttamento, è posto tra gli 800 ed i 1100 m di profondità (Figura 8). Si tratta di un orizzonte dal quale i fluidi termali fuoriescono ancora spontaneamente (artesiano) senza necessità di installare pompe sommerse di sollevamento. I due orizzonti produttivi in roccia, come d’altra parte anche quelli sabbiosi, sono in collegamento idraulico tra loro.
In base al modello concettuale, validato anche numericamente, il serbatoio termale nell’EuGF andrebbe da circa 250–300 m a circa 1600 m di profondità, ed alla sua base le temperature simulate indicano valori anche al di sopra dei 100 °C.
Da osservazioni dirette in cantiere durante la perforazione di pozzi di produzione è stato possibile verificare che, durante l’avanzamento della perforazione entro gli orizzonti produttivi, raramente sono state segnalate grandi fratture, evidenziate da perdite consistenti dei fluidi di perforazione, più frequentemente si attraversano fratture di piccole dimensioni ma distribuite su elevati spessori entro la roccia serbatoio.
In base ai dati disponibili, la formazione della Maiolica, che ospita essenzialmente il primo orizzonte acquifero, appare molto produttiva, come rilevato grazie all’osservazione diretta del suo stato di fratturazione visibile nel carotaggio del pozzo APONUS 2 (Figure 6 e 9). Anche le rocce vulcaniche spesso sono acquifere in quanto anch’esse dotate di una permeabilità per fessurazione.

### Regime ed evoluzione mineraria nei campi geotermici euganei (EuGF)

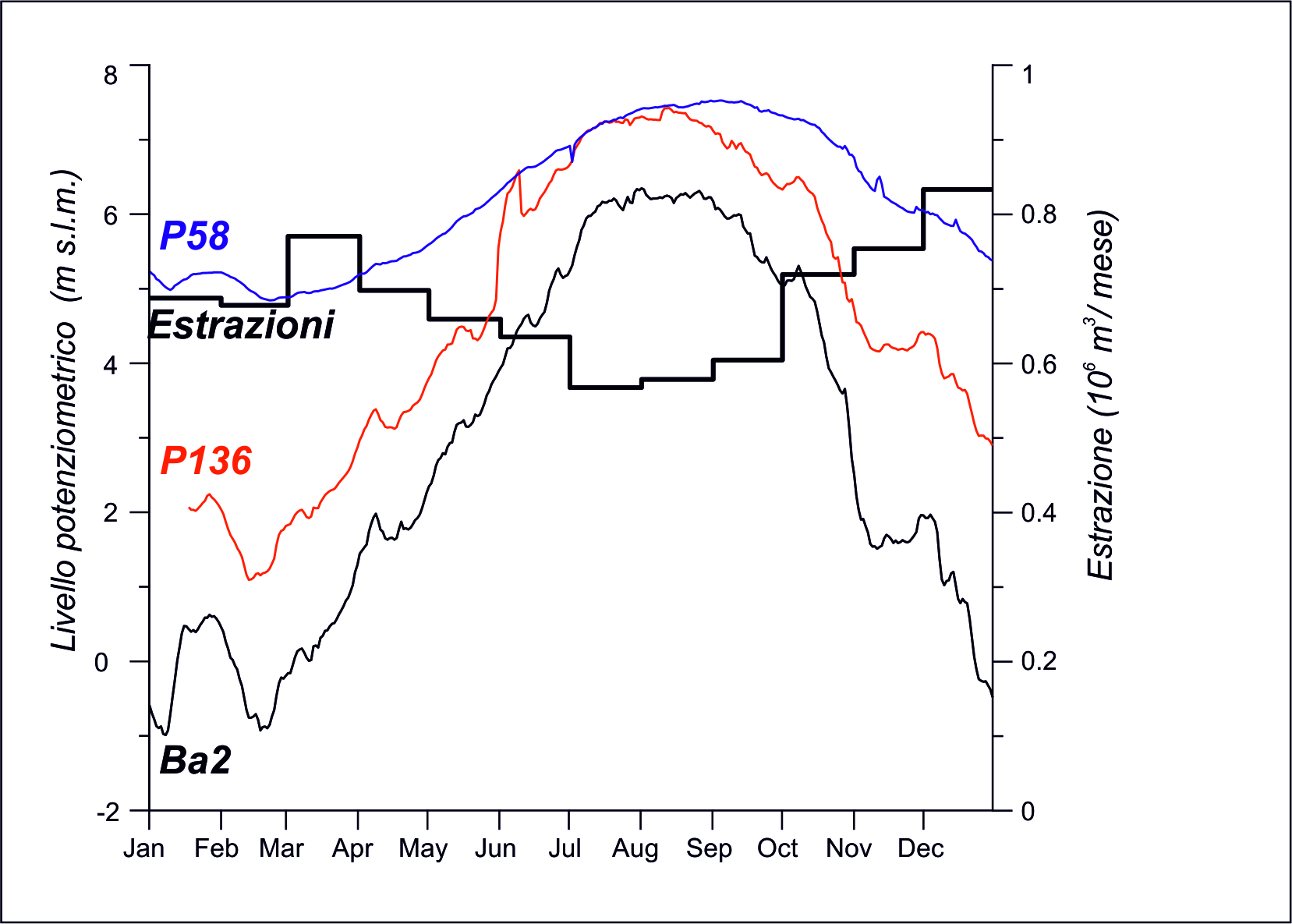
Figura 11 – Estrazioni di acqua termale nel 2012 in M m^{3}/mese nel campo di Abano (linea nera spessa); regime del piezometro a 58 m (blu); regime del piezometro a 136 m (rosso); regime del pozzo in roccia Ba2 (nero); (da Fabbri et al. 2017, modificato)

Per quel che riguarda l’andamento dei livelli dell'acquifero euganeo nel tempo (regime) il suo monitoraggio sistematico si protrae da oltre cinquant’anni da parte della Regione del Veneto. Inizialmente con sistemi manuali e quindi automatici dal 1975. L'analisi del regime dell'acquifero euganeo evidenzia una stretta correlazione con l’andamento dei consumi da parte delle strutture termo-alberghiere. Un massimo si presenta verso la metà di agosto, altri due più modesti sono a metà febbraio ed a metà dicembre. I minimi sono ad inizio gennaio, ed altri due relativi a metà marzo e metà novembre. I minimi ed i massimi livelli sono determinati dai periodi dell’attività termo-alberghiera. Questo regime artificiale è risultato fondamentale nell'individuazione dei collegamenti idraulici tra gli acquiferi ospitati negli orizzonti sabbiosi più superficiali (tra 100 m e 140 m e tra 50 e 60 m in Abano Terme), quello in roccia (tra 250 m e 600 m) ed il più profondo (tra 800 m e 1100 m) sempre in roccia, dal quale fuoriesce acqua spontaneamente (artesiano). Infatti, tutti gli orizzonti analizzati presentano il medesimo regime come possibile vedere in Figura 11.

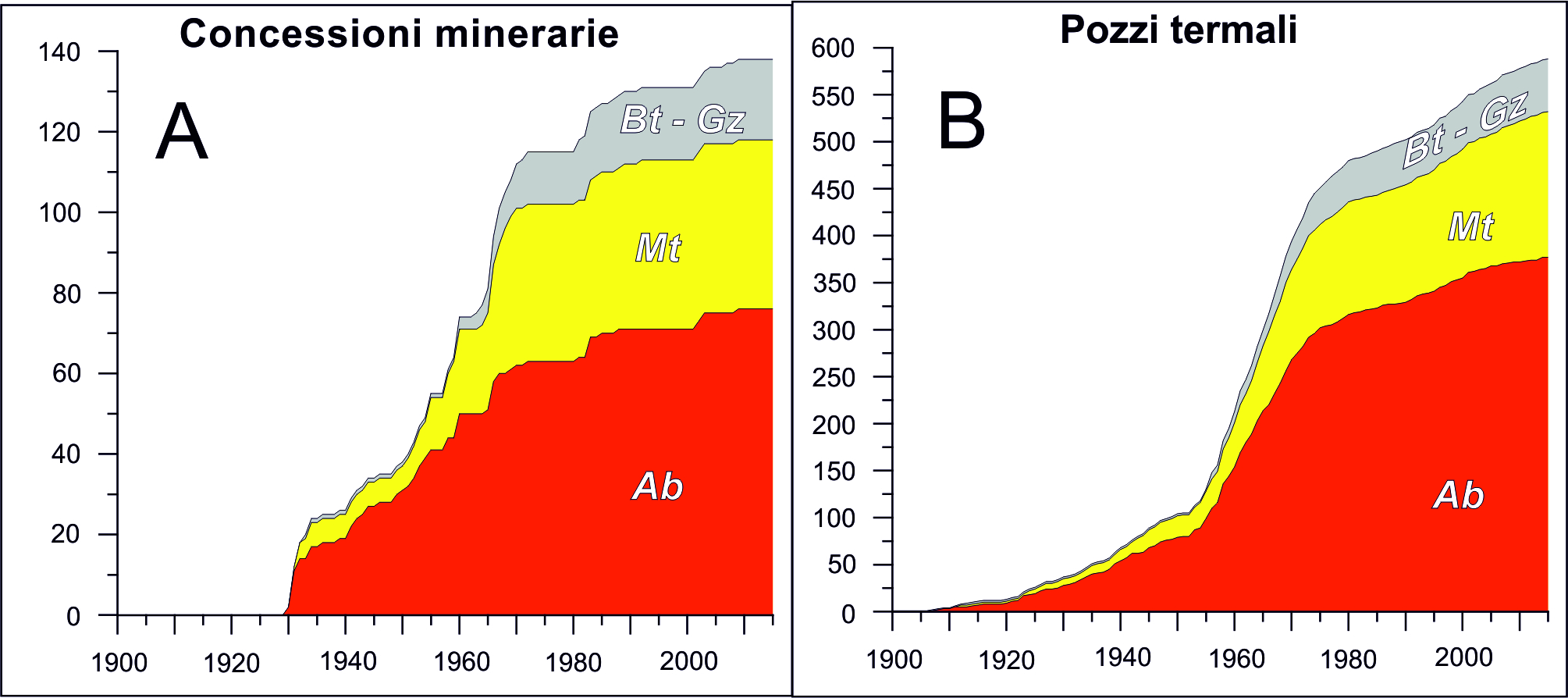
Figura 12 – Evoluzione del numero di concessioni minerarie (A) e del numero dei pozzi (B) nell’EuGF (da Fabbri et al. 2017, modificato)

In termini di evoluzione mineraria la Figura 12 ne sintetizza la dinamica dal 1900 ad oggi in termini di numero concessioni minerarie (A) e di numero di pozzi (B). Il livello dell’acquifero termale stimato nel campo di Abano Terme all’inizio del 1900 è di 22,7 m s.l.m. con un deflusso naturale di 0,4 × M m3/anno. Questo livello naturale risulta in accordo con il valore medio registrato nel campo di Galzignano, posizionato al di fuori delle zone più sfruttate dell'EuGF. L'estrazione dell'acqua termale attraverso i pozzi ha aumentato artificialmente il deflusso con conseguente diminuzione progressiva del livello potenziometrico. In Figura 13 è possibile osservare l’evoluzione del livello dell’acquifero termale e delle estrazioni nel campo di Abano Terme.

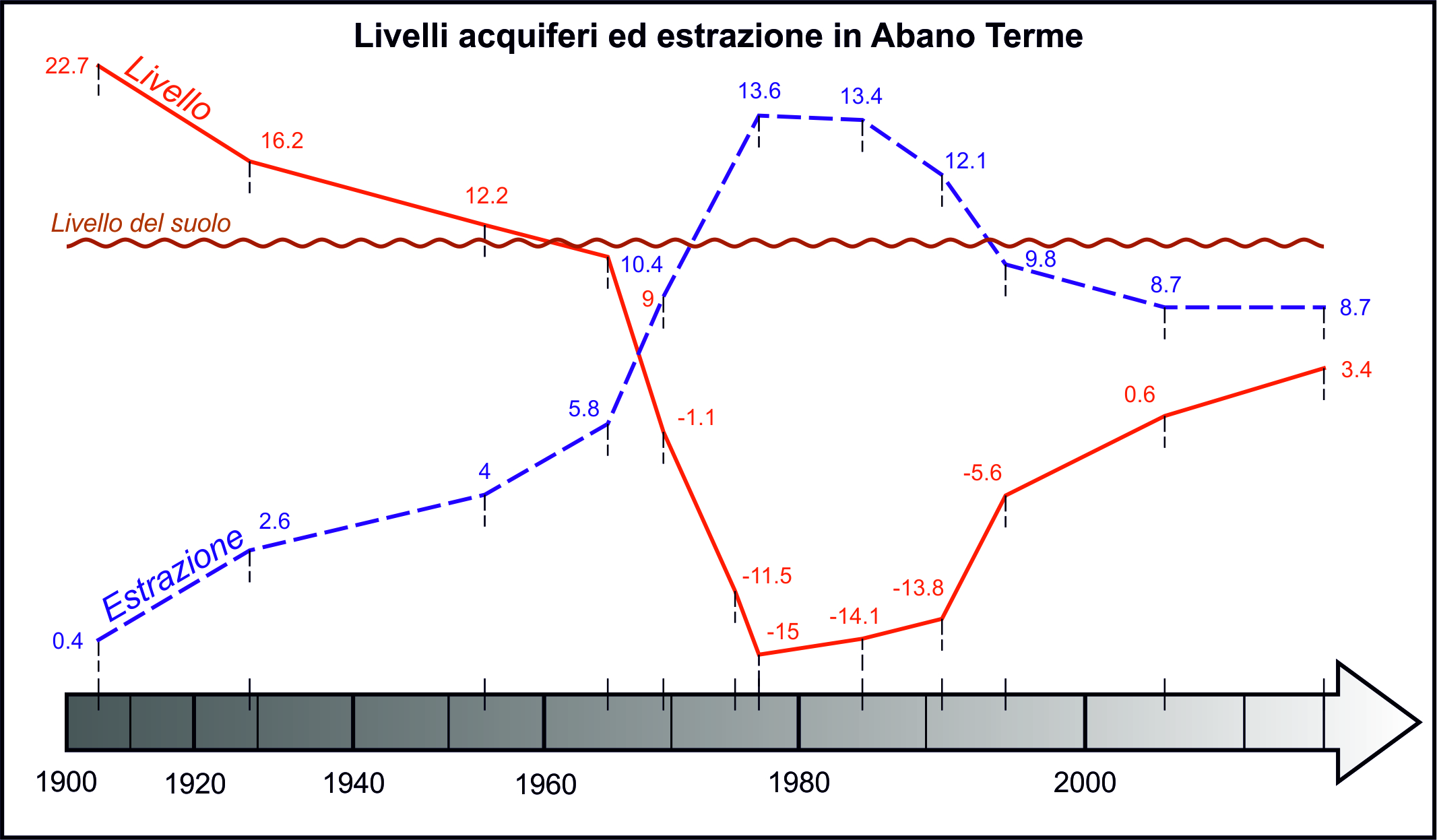
Figura 13 – Campo di Abano Terme; andamento delle estrazioni in milioni di m^{3}/anno (linea tratteggiata blu); andamento dei livelli medi annui (linea continua rossa) (da Fabbri et al. 2017, modificato)

#### Volumi estratti e variazioni dei livelli prima del 1975

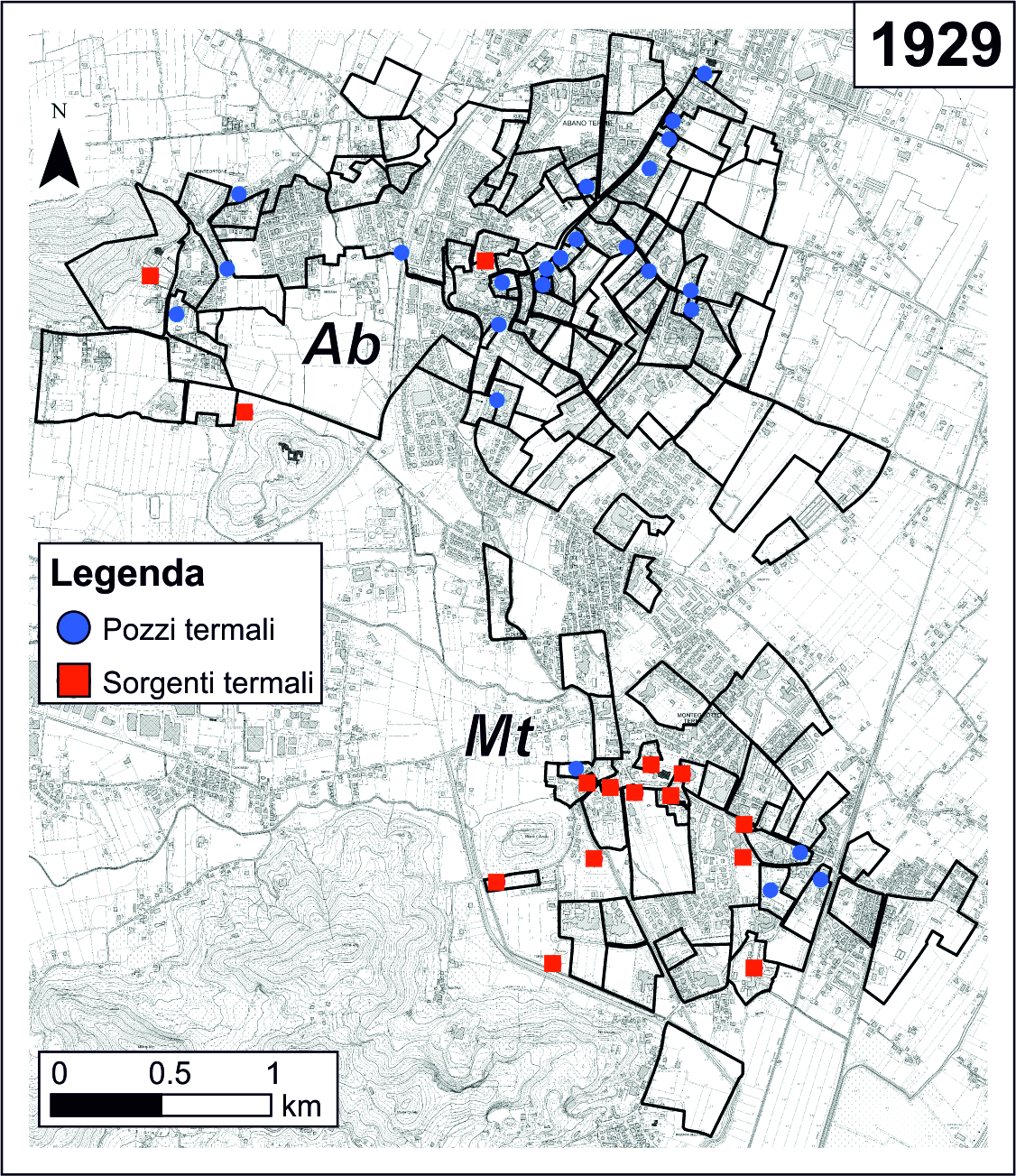
Figura 14 - Ubicazione delle attuali concessioni minerarie e delle sorgenti e dei pozzi nei campi termali di Abano Terme e Montegrotto Terme nel 1929 (Fabbri et al. 2017, modificato)

I dati sul livello della falda termale euganea, prima che il suo monitoraggio divenisse sistematico, sono ovviamente carenti o discontinui. Tuttavia, alcune informazioni ausiliarie possono essere utilizzate per risalire semi-quantitativamente alle sue variazioni, che sono intimamente legate allo sfruttamento della risorsa termale. Storicamente i livelli, nei campi termali di Abano Terme e Montegrotto Terme, erano al di sopra del piano di campagna e quindi le acque emergevano da sorgenti naturali. Diverse sorgenti termali vennero segnalate nell'EuGF e nei vicini colli Euganei. All’inizio del 1900 vennero censite 38 sorgenti, 8 delle quali ad Abano Terme, 22 a Montegrotto Terme e 8 a Battaglia Terme, con una portata totale di 0,74 M m3/anno (ovvero 0,37 × M m3/anno delle sorgenti di Abano Terme, 0,37 M m3/anno delle sorgenti in Montegrotto Terme e Battaglia Terme.  L’abbassamento dei livelli riguardò inizialmente il campo di Abano Terme, a causa di un crescente sfruttamento della risorsa termale anche attraverso la perforazione di nuovi pozzi, che consentirono un aumento delle estrazioni. La portata estratta dal campo di Abano Terme fu di 2,62 M m3/anno del 1929. Sempre in riferimento al 1929, le estrazioni nei campi di Montegrotto Terme e Battaglia Terme furono rispettivamente 1,7 M m3/anno e 0,5 M m3/anno. In figura 14 è possibile vedere le attuali concessioni minerarie e l’ubicazione delle sorgenti e dei pozzi presenti nel 1929.
Questo aumento dello sfruttamento iniziò a preoccupare già verso la fine del 1920, tanto che Luigi De Marchi nel 1927 scrisse: “Lo stabilimento termale di Montegrotto è alimentato da un gruppo di sorgenti termo-minerali cintato da un'ampia vasca (del diametro di 27 m e dell'area di 572,55 m2) dalla quale viene derivata acqua attraverso cinque bocchette sommerse e da uno sﬁoratore…….Da alcuni anni si notava un abbassamento di livello, per effetto del quale ln zona d'erosione rimaneva in parte emersa, e la lama d'acqua dello stramazzo andava assottigliandosi: ma tale depauperamento delle sorgenti parve accentuarsi notevolmente dopo l’infissione di due pozzi (nell’ottobre 1925) distanti l'uno circa 350 m, l'altro circa 230 m dalle Terme e a nord di esse. Per la controversia sorta io fui chiamato dal Tribunale a giudicare se effettivamente vi poteva essere corrispondenza di causa ed effetto tra l’apertura dei pozzi e il più recente abbassamento di livello nella vasca……..Io credo di non errare attribuendo a questo fatto (perforazione nuovi pozzi) il progressivo depauperamento delle sorgenti delle Terme di Montegrotto…”
La parte settentrionale dell'EuGF, corrispondente all'incirca a comune di Abano Terme, e rappresenta la zona che ha subito il maggior impatto antropico, anche se primo pozzo termale della zona euganea fu perforato nel 1873 nel parco del Castello di Battaglia, raggiunse i 107 metri di profondità con produzione spontanea di acqua a 72 °C. Successivamente le perforazioni aumentarono e, a partire dal 1903, alcuni pozzi furono perforati nelle vicinanze delle sorgenti del Montirone (Abano) per ricerca di acqua potabile, ma rinvennero acqua termale, si ebbero così i primi stabilimenti di cura termale non alimentati da sorgenti naturali. Dopo circa 20 anni di perforazioni non regolamentate, il 29 luglio 1927 viene emanato il Regio Decreto n. 1443, che regolò l'estrazione di acque minerali e termali attraverso l'introduzione delle “concessioni minerarie”. Le prime concessioni minerarie dell'EuGF furono istituite nel 1930 all'interno del campo di Abano Terme.

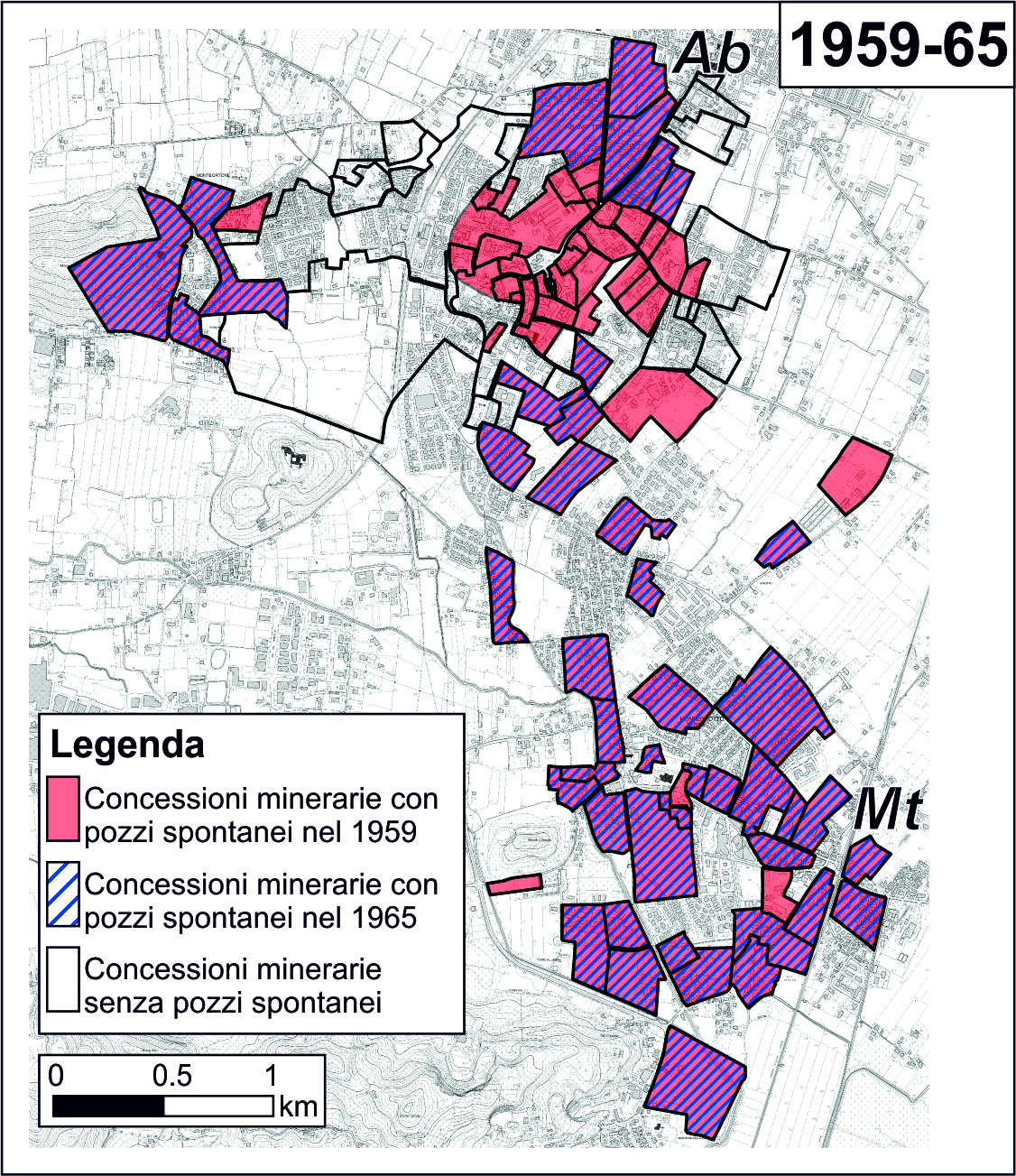
Figura 15 - Concessioni minerarie con pozzi spontanei (artesiani) nel 1959 e nel 1965 in Abano Terme e Montegrotto Terme (Fabbri et al. 2017, modificato)

Nel 1953 le sorgenti naturali si ridussero a 32 (1 ad Abano Terme, 22 a Montegrotto Terme e 9 in Battaglia Terme e Galzignano Terme). Sempre nello stesso 1953 ad Abano l’estrazione fu di 4,04 M m3/anno, 2,21 M m3/anno a Montegrotto e 0,63 M m3/anno a Battaglia.

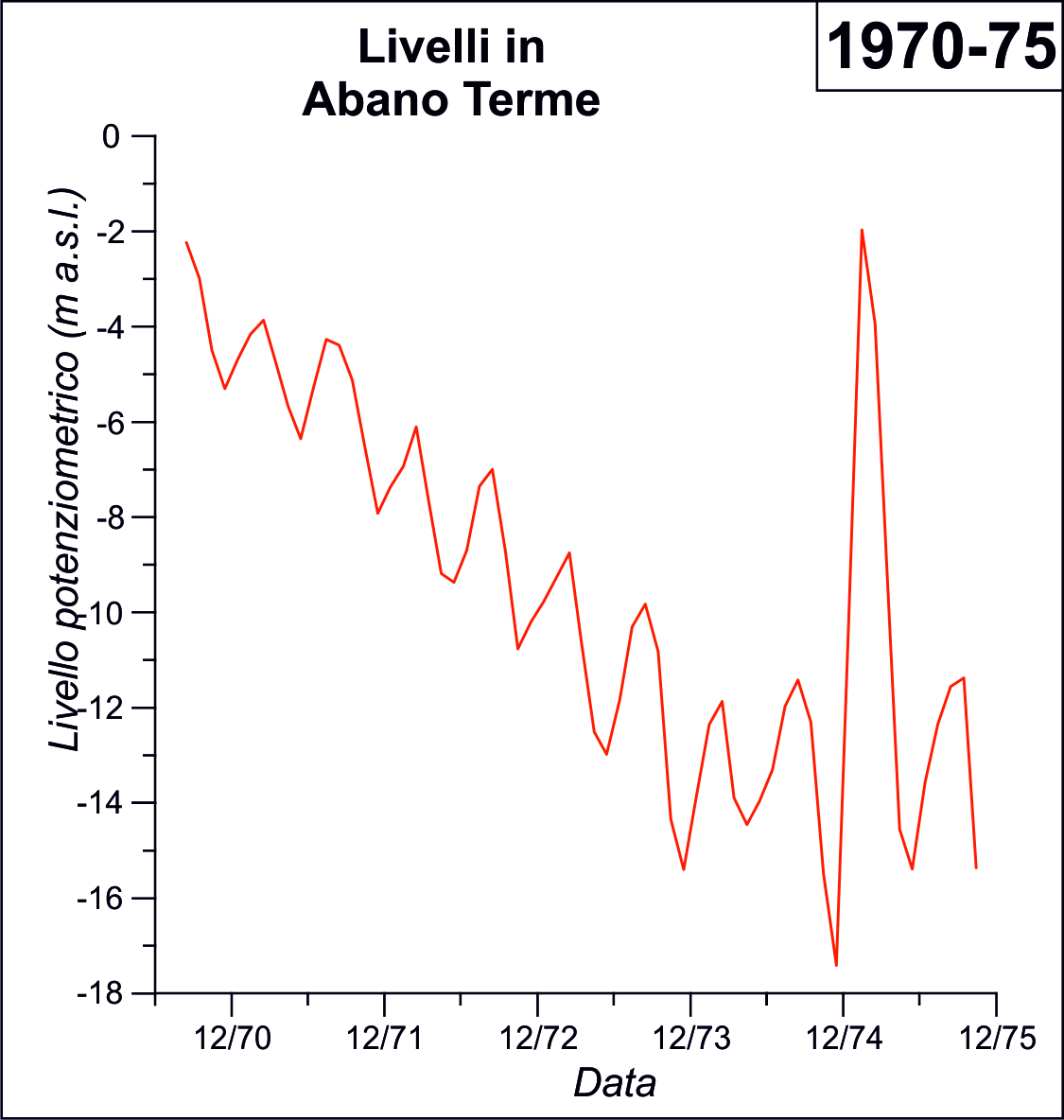
Figura 16 - Il livello dell’acquifero termale in Abano Terme dal 1970 al 1975 in riferimento al livello 0 del mare (da Fabbri et al. 2017, modificato);

La riduzione del numero di sorgenti naturali di acqua termale fu dovuta all’abbassamento dei livelli, che dipese dall’aumento delle estrazioni. Il livello dell’acquifero subì un forte calo durante il periodo 1960 - 1980. La diminuzione deli anni '60 è chiaramente visibile dalla Figura 15, che evidenzia le concessioni con pozzi ad erogazione spontanea (artesiani) nel 1959 e 1965. L'area coperta da “concessioni minerare artesiane” era di 3,1 km2 nel 1959, rispetto ad un totale di 4,7 km2, che si ridusse a 2,3 km2 nel 1965. In questi anni la riduzione delle aree con pozzi spontanei avvenne principalmente nel campo di Abano Terme, mentre Montegrotto Terme subì un impatto maggiore nei primi anni 1970. Nel 1953 da tutti i 26 i pozzi termali attivi a Montegrotto Terme usciva spontaneamente acqua termale (artesiani). Il numero di pozzi è salito a 40 nel 1965, di cui 31 artesiani. È questo anche il periodo in cui il livello passa al di sotto della quota del Montirone (Abano Terme) (o Monte Irone) e di conseguenza scompaiono le sue sorgenti. La diminuzione dei livelli è continuata a Montegrotto Terme, passando da 26 pozzi artesiani dei 55 pozzi presenti nel 1972 ai 2 pozzi artesiani dei 60 pozzi presenti nel 1974 e infine a 0 pozzi artesiani nel 1975. Il rapido declino dei livelli dell’acqua termale allarmò notevolmente, sia i concessionari che le autorità regionali, e cominciarono quindi i primi controlli sistematici. In Abano Terme iniziò in agosto del 1970 un controllo mensile dei livelli in 19 pozzi che si protrasse fino al Dicembre del 1975. I dati mostrarono una preoccupante costante diminuzione di circa 2,5 m ogni anno (Figura 16).  Inoltre, si condusse un test sul campo con una forte riduzione dei consumi dal novembre 1974 al febbraio 1975, questa produsse un recupero del livello da −17,41 m s.l.m. a −1,97 m s.l.m. (visibile in Figura 16), ma la successiva ripresa dello sfruttamento fece bruscamente diminuire il livello al valore precedente. Similarmente misurazioni del livello dell’acquifero furono effettuate anche nel campo di Montegrotto Terme con misure ogni 6 mesi su 20 pozzi dall'estate del 1973 all'estate 1975, nelle quali si osservò una diminuzione del livello di circa 3 m nei 2 anni. L'ultima sorgente termale naturale scomparve da Montegrotto Terme nel 1970. Ad oggi solo nei territori di Battaglia Terme e Galzignano Terme esistono sorgenti termali.

#### Volumi estratti e variazioni dei livelli dopo il 1975
Il consistente calo dei livelli subito dall’acquifero termale negli anni '60 e nella prima metà degli anni '70 evidenziò l'importanza e la necessità assoluta di monitorare in continuo l’andamento del suo livello e la quantità di acqua termale estratta per poter valutare lo stato di utilizzo della risorsa termale. La Regione Veneto nel 1975 impose ai titolari di concessione mineraria l’installazione di contatori di portata ed installò, nel marzo del 1975 la prima rete di monitoraggio su 5 pozzi. Questo portò ad una maggiore razionalizzazione nell’utilizzo della risorsa termale. Nel 1977 si estraevano dal campo di Abano Terme 13,5 M m3/anno, valore che si è ridotto a 8,7 M m3/anno nel 2019, in quello di Montegrotto Terme 10,6 M m3/anno nel 1977 e 4,5 M m3/anno nel 2019 ed infine in Battaglia - Galzignano 2,6 M m3/anno nel 1991 e 1,6 M m3/anno nel 2019. In Tabella 1 si riportano gli andamenti percentuali di riduzione/incremento delle estrazioni di acqua termale in diversi periodi dal 1977 al 2019, dove si può osservare la più evidente riduzione delle estrazioni dal 1980 al 2010.
| Abano Terme          | 1977 - 1985 | 1985 - 1996 | 1996 - 2010 | 2010 - 2019 |
| -------------------- | ----------- | ----------- | ----------- | ----------- |
|                      | 1%          | -32%        | -17%        | 7%          |
| Montegrotto Terme    | 1977 - 1983 | 1983 - 1990 | 1990 - 2011 | 2011 - 2019 |
|                      | -19%        | -33%        | -31%        | 12%         |
| Battaglia-Galzignano |             |             | 1991 - 2011 | 2011 - 2019 |
|                      |             |             | -32%        | -10%        |

Attualmente solo nei campi di Battaglia-Galzignano i pozzi sono artesiani (con livelli tra 21 e 22 m s.l.m.; Figura 17A) mentre ad Abano i livelli si trovano a circa 4 m sopra il livello del mare (Figura 17B) ed a Montegrotto circa 7 m sul livello del mare (Figura 17C). Si consideri che il livello del suolo è di circa 10 m sul livello del mare sia in Abano che in Montegrotto, mentre, nella zona di Galzignano considerata, il livello del suolo è di circa 3 m sul livello del mare.

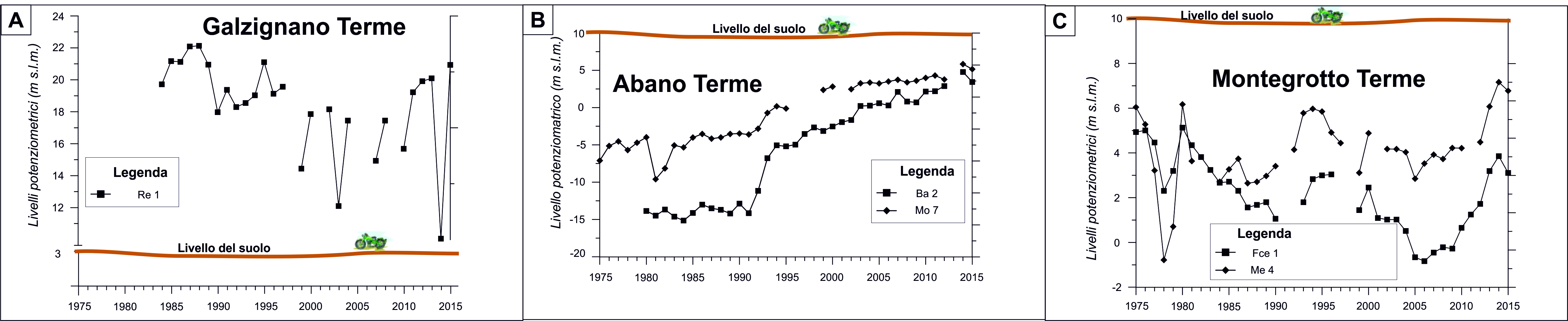
Figura 17 - (A) livelli in Galzignano Terme; (B) Livelli in Abano Terme; (C) Livelli in Montegrotto Terme (da Fabbri et al. 2017, modificato)

## Idrogeochimica dei campi geotermici euganei (EuGF)
In prima approssimazione si possono considerare acque minerali quelle acque che posseggono una salinità superiore a 1 g/L, ma terapeuticamente raramente sono utilizzate acque con salinità superiore ai 15 g/L. Da un punto di vista scientifico le acque si possono considerare “termali” quando la loro temperatura è maggiore di quella media dell'ambiente esterno.
Le acque termominerali, come tutte le acque, posseggono in soluzione dei sali che si trovano dissociati in ioni positivi e negativi, derivanti dall’interazione tra l'acqua e la roccia serbatoio. Ma le caratteristiche idrogeochimiche delle acque sotterranee dipendono non solo dalle proprietà chimiche del serbatoio ospitante ma anche dai tempi di residenza nel sottosuolo. I principali anioni sono l'idrogenocarbonato (HCO3-), il cloro (Cl-), il solfato (SO42-), il bromo (Br-) ed altri. I principali cationi sono il calcio (Ca2+), il magnesio (Mg2+), il sodio (Na+), il potassio (K+). Altri importanti componenti presenti sono rappresentati dalla silice (SiO2), l'acido solfidrico (H2S) e l'ammoniaca NH3.

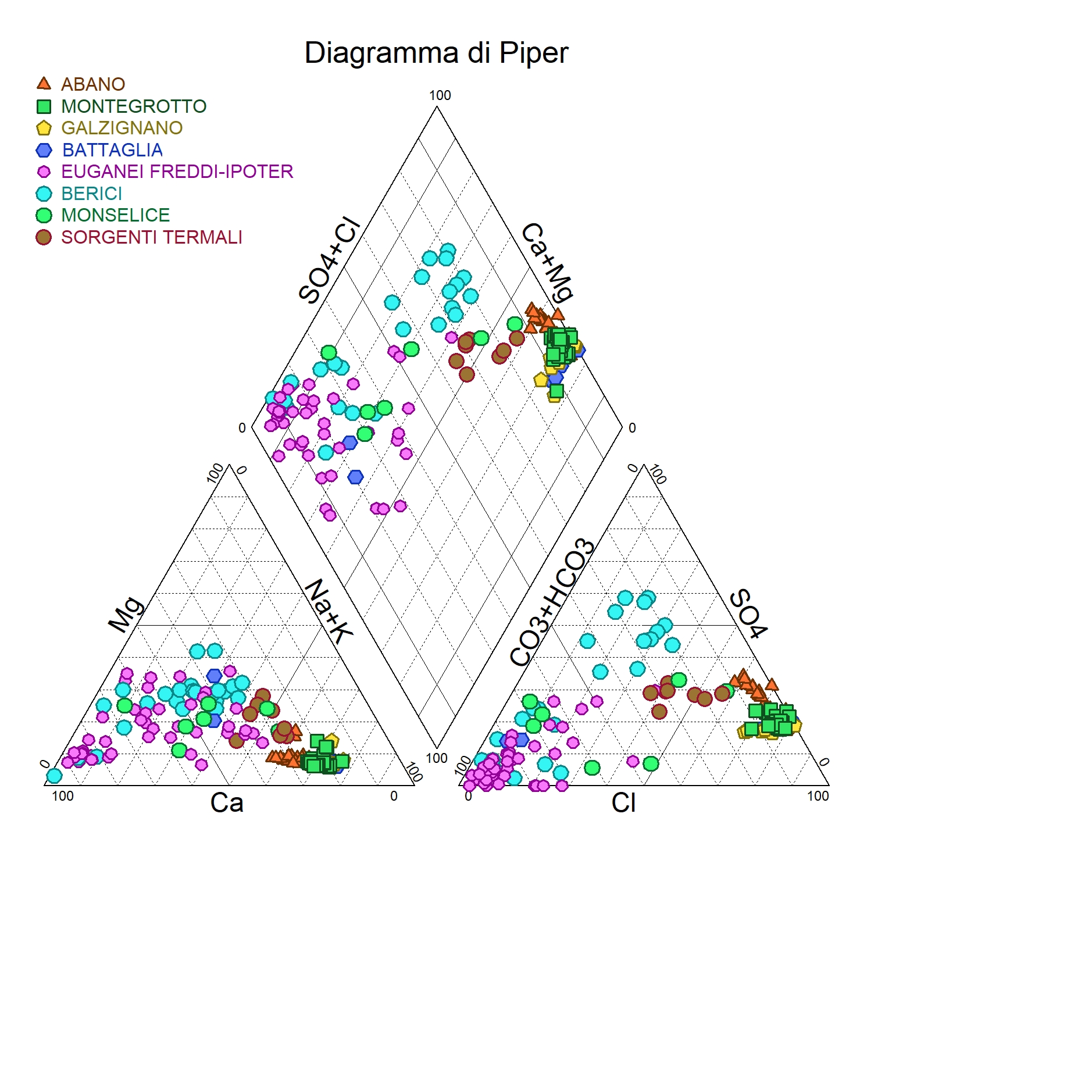
Figura 18 – Digramma di Piper con acque termali e fredde dell'area euganea e berica

### Caratteristiche idrogeochimiche
Da un punto di vista classificativo le acque termali emergenti nei campi geotermici euganei (EuGF) di Abano Terme, Montegrotto Terme e Battaglia-Galzignano Terme, possono essere definite acque clorurato alcaline, in particolare “clorurato sodiche”, in base al loro posizionamento nel diagramma di Piper di Figura 18.
Sempre osservando la Figura 18 si notano i campioni di alcune sorgenti ipotermali dei Berici, che si posizionano nell’area delle acque “solfato calciche”. Infine, un gruppo di campioni, che riguarda acque con temperature comprese tra 16 e 20 °C ubicate nel rilievo Euganeo ed ai piedi dei Berici, che possono essere classificate di tipo “bicarbonanto calcico”.
Oltre alla parte meramente classificativa sono stati effettuati degli studi sui rapporti tra alcuni elementi caratteristici. In particolare, le buone correlazioni tra temperatura (T) e salinità totale (TDS), visibile in Figura 19,  indica acque tendenzialmente “mature” da un punto di vista geotermico, cioè dei fluidi che hanno circolato per lungo tempo in profondità. La Figura 20 riporta l'ottima correlazione tra il sodio (Na) ed il cloro (Cl), che evidenzia sia gli elevati contenuti in Na+ e Cl-  ed anche la possibilità dei fluidi euganei di aver interagito con orizzonti evaporitici.
L'analisi delle Figure 19 e 20 suggerisce l’esistenza di differenze idrogeochimiche tra il campo geotermico di Abano Terme (AB), quello di Montegrotto Terme (MT) e quello di Battaglia Terme e Galzigano Terme (BT-GZ) che permettono di suddividere le acque dei campi geotermici euganei (EuGF) in tre principali sub-famiglie idrogeochimiche.
I tre sottogruppi individuabili in base alla temperatura ed al carico salino (TDS) sono:
i) Abano Terme temperature maggiori (72 °C < T < 87 °C) e salinità maggiore (TDS) (4 g/L < TDS < 6 g/L)

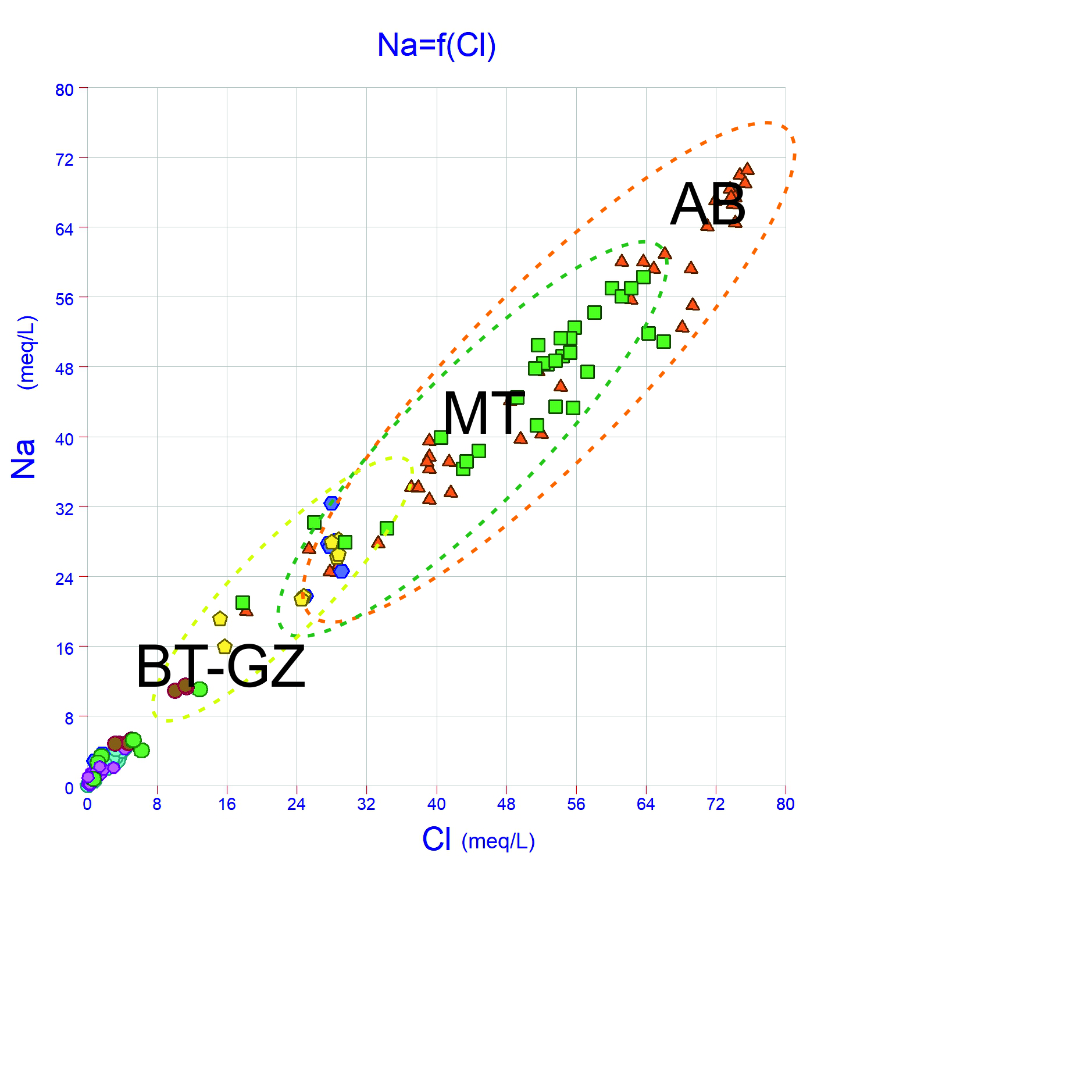
Figura 20 - Correlazione sodio (Na^{+}) vs cloro (Cl^{-})

ii) Montegrotto Terme temperature intermedie (60 °C < T < 80 °C) salinità intermedia (3,5 g/L < TDS < 5 g/L)
iii) Battaglia Terme - Galzignano Terme temperature tendenzialmente inferiori (40 °C <T<71 °C) e salinità più basse (1,4 g/L <TDS<2,5 g/L)

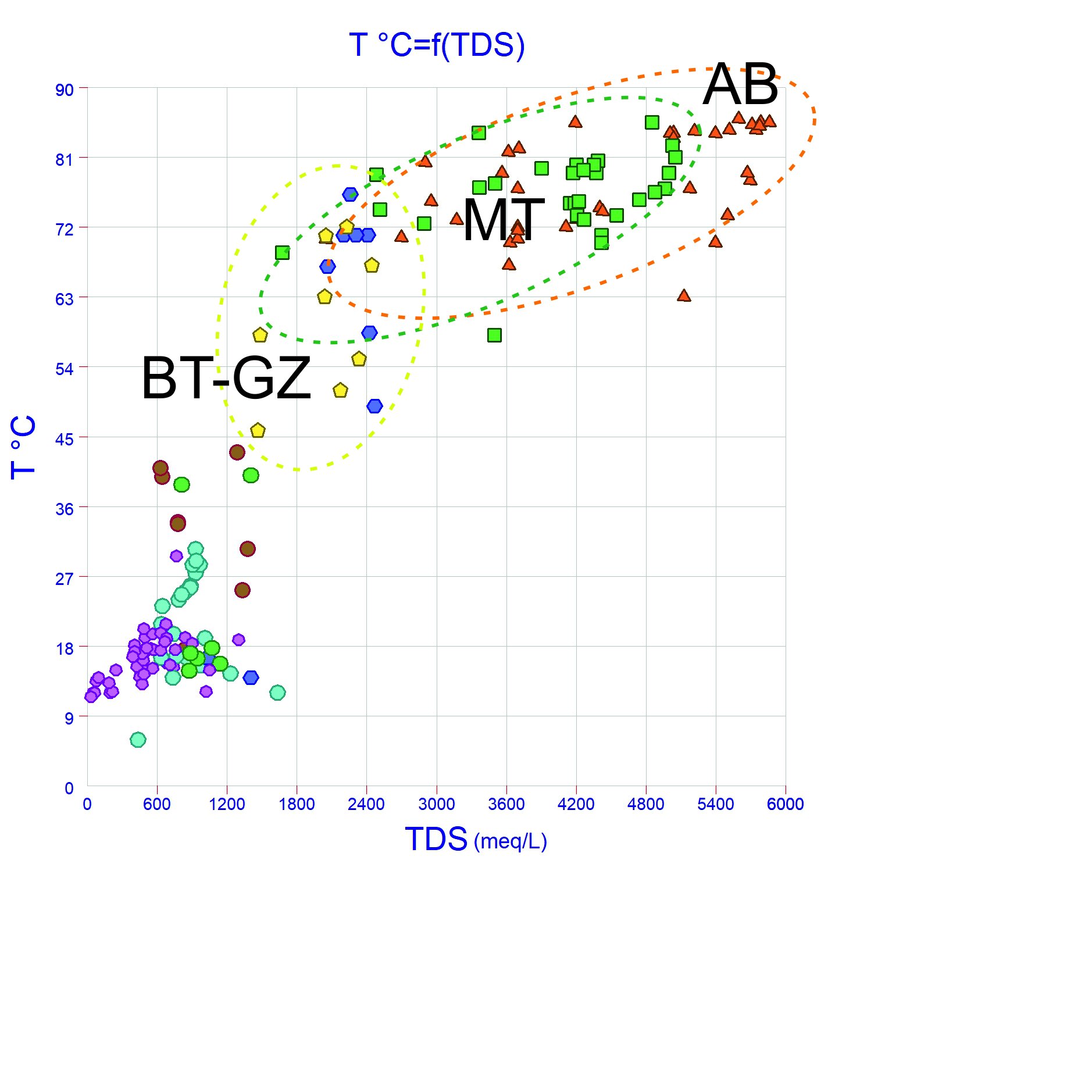
Figura 19 - Temperatura vs Totale dei Solidi Disciolti

Analisi ripetute sui medesimi pozzi nell’arco di decine di anni, non presentano evidenti variazioni nei parametri chimici analizzati, a meno dell'evoluzione strumentale nelle tecniche analitiche utilizzate.

#### Geotermometri
L'utilizzo di geotermometri nello studio delle acque termali euganee ha consentito una stima approssimativa ed indiretta delle temperature raggiunte nel serbatoio in profondità. I geotermometri sono delle formule empiriche la cui variabile può essere rappresentata dal contenuto in SiO2 (geotermometro a silice), in Li+ (geotermometro a litio) o dai rapporti tra Na+, K+ e Ca2+ (geotermometri a sodio, potassio e calcio). Si ricorda che l'utilizzo dei geotermometri presuppone una situazione di equilibrio nel sistema acqua-roccia. Nei campioni esaminati il geotermometro a silice ha indicato temperature massime in profondità tra i 100 °C ed i 120 °C. Temperature riprodotte in profondità anche tramite un modello numerico.

### Geochimica dei gas
Già Mameli e Carretta nel 1953 avevano individuato alcune caratteristiche nei gas che si liberano dalle acque termali euganee. Tra queste ricordiamo soprattutto la notevole quantità di azoto N2 in percentuali di volume di gas. L'analisi dei gas è stata oggetto di notevoli attenzioni, soprattutto dopo gli anni ‘90. I risultati ottenuti hanno confermato le elevate quantità di N2 comprese tra l'70% ed l’90% del volume in gas liberato dalle acque. Oltre all’azoto con percentuali tra il 5% ed il 20% si rinviene nei gas anidride carbonica CO2 e metano CH4,  che sono presenti dal 2% al 10%. Infine argon ed elio che rappresentano l’1,5% del totale, mentre l'idrogeno H2 ed l’acido solfidrico H2S sono praticamente assenti. In particolare, il rapporto CO2/CH4 decresce da Abano Terme verso Battaglia Terme e Galzignano Terme, con valori intermedi a Montegrotto Terme, confermando quanto ricavato anche dall’analisi delle acque a proposito delle caratteristiche geochimiche dei tre campi termali. Quindi campioni di gas con maggiore presenza di N2 si rinvengono in acque con temperature inferiori. L’anidride carbonica CO2 ed il metano CH4 hanno un’origine profonda e probabilmente legata alle caratteristiche chimico-fisiche della roccia calcarea serbatoio, come confermato da analisi isotopiche sul carbonio (δ‰13C). L'azoto N2 è di probabile origine meteorica come anche l'argon e sono entrambi legati ad infiltrazione di acque superficiali sature di aria.